# Eishockey-Weltmeisterschaft der Herren 2025
Die Eishockey-Weltmeisterschaft der Herren 2025 war die 88. Austragung des von der Internationalen Eishockey-Föderation IIHF veranstalteten Wettbewerbs. Das Turnier der Top-Division fand vom 9. bis 25. Mai 2025 in Stockholm (Schweden) und Herning (Dänemark) statt.
Das Turnier wurde beim jährlichen Kongress der Internationalen Eishockey-Föderation während der Weltmeisterschaft 2019 in der Slowakei vergeben, nachdem sich der russische, der schwedische und der tschechische Verband auf eine Aufteilung der WM-Turniere 2023 bis 2025 geeinigt hatten. Die gemeinsame Austragung durch Schweden und Dänemark wurde im September 2019 durch die IIHF bestätigt. Schweden war zuletzt 2013 gemeinsam mit Finnland Gastgeber einer Weltmeisterschaft. Dänemark war Gastgeber der Weltmeisterschaft 2018.
Die Mannschaft der Vereinigten Staaten gewann nach 1933 und 1960 – damals im Rahmen der Olympischen Winterspiele – ihren dritten Weltmeistertitel und feierte damit ihren ersten großen internationalen Titel seit der Goldmedaille bei den Olympischen Winterspielen 1980 in Lake Placid. Die Silbermedaille fiel wie im Vorjahr – und zum insgesamt fünften Mal – an die Schweiz. Die Plätze drei und vier gingen an die Teams der Gastgebernationen Schweden, die damit wie im Vorjahr Bronze gewannen, und Dänemark, das damit sein bis dato bestes Weltmeisterschaftsergebnis überhaupt erreichte. Österreich erreichte den achten Rang und damit erstmals seit mehr als 30 Jahren das Viertelfinale. Zuletzt war dies bei der Weltmeisterschaft 1994 gelungen. Das Viertelfinale wurde von der deutschen Mannschaft mit Platz neun erstmals seit 2018 verpasst.

## Teilnehmer, Austragungsorte und -zeiträume
- Top-Division: 9. bis 25. Mai 2025 in Stockholm, Schweden und Herning, Dänemark
Teilnehmer:  Dänemark (Gastgeber),  Deutschland,  Finnland,  Frankreich,  Kanada,  Kasachstan,  Lettland,  Norwegen,  Österreich,  Schweden (Gastgeber),  Schweiz,  Slowakei,  Slowenien (Aufsteiger),  Tschechien (Titelverteidiger),  Ungarn (Aufsteiger),  USA

- Division I
  - Gruppe A: 27. April bis 3. Mai 2025 in Sfântu Gheorghe, Rumänien
Teilnehmer:  Großbritannien (Absteiger),  Italien,  Japan,  Polen (Absteiger),  Rumänien,  Ukraine (Aufsteiger)
  - Gruppe B: 26. April bis 2. Mai 2025 in Tallinn, Estland
Teilnehmer:  Volksrepublik China,  Estland,  Kroatien (Aufsteiger),  Litauen,  Spanien,  Südkorea (Absteiger)

- Division II
  - Gruppe A: 29. April bis 5. Mai 2025 in Belgrad, Serbien
Teilnehmer:  Australien,  Belgien (Aufsteiger),  Israel,  Niederlande (Absteiger),  Serbien,  Vereinigte Arabische Emirate
  - Gruppe B: 27. April bis 3. Mai 2025 in Dunedin, Neuseeland
Teilnehmer:  Bulgarien,  Republik China (Taiwan),  Georgien,  Island (Absteiger),  Neuseeland,  Thailand (Aufsteiger)

- Division III
  - Gruppe A: 21. bis 27. April 2025 in Istanbul, Türkei
Teilnehmer:  Bosnien und Herzegowina (Aufsteiger),  Kirgisistan,  Luxemburg,  Südafrika,  Türkei (Absteiger),  Turkmenistan
  - Gruppe B: 27. April bis 3. Mai 2025 in Santiago de Querétaro, Mexiko
Teilnehmer:  Hongkong,  Mexiko (Absteiger),  Mongolei (Aufsteiger),  Nordkorea,  Philippinen,  Singapur

- Division IV: 13. bis 19. April 2025 in Jerewan, Armenien
Teilnehmer:  Armenien (erste Teilnahme seit 2010),  Indonesien,  Iran (Absteiger),  Kuwait,  Malaysia,  Usbekistan (Neuling)

## Top-Division
Die 88. Eishockey-Weltmeisterschaft der Herren fand vom 9. bis 25. Mai 2025 in der schwedischen Hauptstadt Stockholm und der dänischen Stadt Herning statt.

### Teilnehmer
Russland und Belarus wurden angesichts des Überfalls auf die Ukraine weiterhin von der Teilnahme ausgeschlossen. Die beiden Absteiger Großbritannien und Polen wurden durch die Aufsteiger aus der Division IA, Slowenien und Ungarn, ersetzt.
- 1 aus Asien
  -  Kasachstan
- 13 aus Europa
  -  Dänemark (Gastgeber)
  -  Deutschland
  -  Finnland
  -  Frankreich
  -  Lettland
  -  Norwegen
  -  Österreich
  -  Schweden (Gastgeber)
  -  Schweiz
  -  Slowakei
  -  Slowenien (Aufsteiger)
  -  Tschechien (Titelverteidiger)
  -  Ungarn (Aufsteiger)
- 2 aus Nordamerika
  -  Kanada
  -  USA

Gruppeneinteilung
Die Gruppeneinteilung wurde nach Abschluss der Weltmeisterschaft 2024 festgelegt. Als Basis diente die IIHF-Weltrangliste des Jahres 2024.
Gruppe A (Stockholm):
- Kanada (1)
- Finnland (2)
- Schweden (7)
- Slowakei (9)
- Lettland (10)
- Österreich (13)
- Frankreich (16)
- Slowenien (19)

Gruppe B (Herning):
- Tschechien (4)
- Schweiz (5)
- Vereinigte Staaten (6)
- Deutschland (8)
- Dänemark (11)
- Norwegen (12)
- Kasachstan (15)
- Ungarn (18)

In Klammern ist der jeweilige Weltranglistenplatz angegeben.

### Austragungsorte
| Ort       | Halle            | Kapazität | Foto             |
| --------- | ---------------- | --------- | ---------------- |
| Stockholm | Avicii Arena     | 13.850    | Avicii Arena     |
| Herning   | Jyske Bank Boxen | 12.000    | Jyske Bank Boxen |

### Vorrunde
Die Vorrunde der Weltmeisterschaft begann am 9. Mai und endete elf Tage später am 20. Mai.

#### Gruppe A
| 9. Mai 2025 16:20 Uhr (Ortszeit) | Österreich B. Wolf (13:54) | 1:2 (1:2, 0:0, 0:0) Spielbericht | Finnland P. Puistola (4:38) J. Parssinen (7:06) | Avicii Arena, Stockholm Zuschauer: 6.822 |

| 9. Mai 2025 20:20 Uhr | Schweden M. Backlund (11:17) L. Carlsson (18:50) J. Brodin (19:54) E. Lindholm (38:46) M. Zibanejad (57:33) | 5:0 (3:0, 1:0, 1:0) Spielbericht | Slowakei | Avicii Arena, Stockholm Zuschauer: 12.530 |

| 10. Mai 2025 12:20 Uhr | Slowenien | 0:4 (0:1, 0:3, 0:0) Spielbericht | Kanada B. Horvat (7:22) N. MacKinnon (23:41) B. Horvat (33:38) N. Dobson (36:55) | Avicii Arena, Stockholm Zuschauer: 9.011 |

| 10. Mai 2025 16:20 Uhr | Schweden M. Zibanejad (33:26) J. Brodin (57:41) M. Zibanejad (57:53) A. Wennberg (58:39) | 4:2 (0:0, 1:1, 3:1) Spielbericht | Österreich B. Baumgartner (25:30) M. Kasper (52:26) | Avicii Arena, Stockholm Zuschauer: 12.530 |

| 10. Mai 2025 20:20 Uhr | Frankreich D. Fabre (15:02) | 1:4 (1:0, 0:1, 0:3) Spielbericht | Lettland M. Dzierkals (35:36) K. Zīle (42:02) D. Ločmelis (58:36) D. Ločmelis (59:29) | Avicii Arena, Stockholm Zuschauer: 7.564 |

| 11. Mai 2025 12:20 Uhr | Slowakei S. Čederle (8:20) P. Regenda (9:26) M. Krištof (31:12) | 3:1 (2:0, 1:0, 0:1) Spielbericht | Slowenien K. Ograjenšek (49:26) | Avicii Arena, Stockholm Zuschauer: 3.870 |

| 11. Mai 2025 16:20 Uhr | Lettland E. Tralmaks (7:05) | 1:7 (1:2, 0:3, 0:2) Spielbericht | Kanada T. Konecny (9:30) N. MacKinnon (10:31) K. Johnson (27:11) K. Johnson (31:10) T. Konecny (39:36) M. Celebrini (45:09) B. Hayton (55:18) | Avicii Arena, Stockholm Zuschauer: 9.531 |

| 11. Mai 2025 20:20 Uhr | Finnland T. Teräväinen (37:33) E. Tolvanen (58:27) E. Tolvanen (59:32) J. Parssinen (61:24) | 4:3 n. V. (0:0, 1:1, 2:2, 1:0) Spielbericht | Frankreich K. Bozon (28:01) T. Bozon (50:57) J. Perret (57:18) | Avicii Arena, Stockholm Zuschauer: 3.832 |

| 12. Mai 2025 16:20 Uhr | Österreich P. Schneider (7:33) M. Kasper (11:22) P. Schneider (PS) | 3:2 n. P. (2:0, 0:1, 0:1, 0:0, 1:0) Spielbericht | Slowakei S. Honzek (26:15) M. Sukeľ (50:53) | Avicii Arena, Stockholm Zuschauer: 4.375 |

| 12. Mai 2025 20:20 Uhr | Finnland H. Pesonen (53:04) | 1:2 (0:1, 0:1, 1:0) Spielbericht | Schweden L. Carlsson (4:45) J. Brodin (27:23) | Avicii Arena, Stockholm Zuschauer: 12.530 |

| 13. Mai 2025 16:20 Uhr | Slowenien M. Mahkovec (22:40) B. Gregorc (32:54) | 2:5 (0:0, 2:4, 0:1) Spielbericht | Lettland K. Rubīns (28:50) A. Ravinskis (32:02) M. Dzierkals (32:23) D. Ločmelis (33:45) E. Tralmaks (54:16) | Avicii Arena, Stockholm Zuschauer: 3.423 |

| 13. Mai 2025 20:20 Uhr | Kanada B. Horvat (6:32) W. Cuylle (12:11) S. Crosby (37:31) B. Horvat (43:57) B. Montour (51:05) | 5:0 (2:0, 1:0, 2:0) Spielbericht | Frankreich | Avicii Arena, Stockholm Zuschauer: 4.124 |

| 14. Mai 2025 16:20 Uhr | Slowakei M. Chromiak (29:32) M. Rosandić (49:13) | 2:1 (0:0, 1:1, 1:0) Spielbericht | Frankreich L. Boudon (34:34) | Avicii Arena, Stockholm Zuschauer: 2.915 |

| 14. Mai 2025 20:20 Uhr | Lettland | 0:6 (0:0, 0:2, 0:4) Spielbericht | Schweden R. Andersson (30:15) A. Bengtsson (30:27) L. Raymond (40:36) A. Larsson (48:32) M. Zibanejad (50:46) E. Lindholm (58:49) | Avicii Arena, Stockholm Zuschauer: 12.530 |

| 15. Mai 2025 16:20 Uhr | Finnland M. Lehtonen (2:43) M. Lehtonen (7:26) V. Saarijärvi (11:33) E. Tolvanen (26:52) L. Hämeenaho (28:32) E. Tolvanen (35:42) E. Tolvanen (39:35) N. Matinpalo (42:28) E. Tolvanen (52:54) | 9:1 (3:0, 4:1, 2:0) Spielbericht | Slowenien B. Mašič (24:00) | Avicii Arena, Stockholm Zuschauer: 3.875 |

| 15. Mai 2025 20:20 Uhr | Kanada N. MacKinnon (21:59) N. MacKinnon (33:10) T. Konecny (48:32) W. Cuylle (51:42) S. Crosby (58:27) | 5:1 (0:1, 2:0, 3:0) Spielbericht | Österreich V. Rohrer (11:20) | Avicii Arena, Stockholm Zuschauer: 5.259 |

| 16. Mai 2025 16:20 Uhr | Österreich M. Kasper (0:39) V. Rohrer (7:58) R. Schnetzer (15:30) M. Kasper (57:56) P. Schneider (59:09) | 5:2 (3:0, 0:0, 2:2) Spielbericht | Frankreich J. Perret (50:09) P.-É. Bellemare (58:26) | Avicii Arena, Stockholm Zuschauer: 4.873 |

| 16. Mai 2025 20:20 Uhr | Schweden E. Lindholm (25:04) E. Lindholm (38:05) E. Lindholm (51:13) M. Johansson (56:08) | 4:0 (0:0, 2:0, 2:0) Spielbericht | Slowenien | Avicii Arena, Stockholm Zuschauer: 12.530 |

| 17. Mai 2025 12:20 Uhr | Finnland J. Parssinen (27:37) M. Lehtonen (50:55) | 2:1 (0:0, 1:0, 1:1) Spielbericht | Lettland R. Ābols (55:09) | Avicii Arena, Stockholm Zuschauer: 12.530 |

| 17. Mai 2025 16:20 Uhr | Frankreich | 0:4 (0:2, 0:1, 0:1) Spielbericht | Schweden L. Raymond (13:27) E. Heineman (14:25) E. Lindholm (24:39) I. Lundeström (44:05) | Avicii Arena, Stockholm Zuschauer: 12.530 |

| 17. Mai 2025 20:20 Uhr | Kanada B. Montour (14:44) T. Foerster (15:48) S. Crosby (23:25) M. Celebrini (38:08) N. MacKinnon (38:59) S. Crosby (46:58) N. MacKinnon (48:34) | 7:0 (2:0, 3:0, 2:0) Spielbericht | Slowakei | Avicii Arena, Stockholm Zuschauer: 12.530 |

| 18. Mai 2025 16:20 Uhr | Slowenien B. Gregorc (9:53) R. Sabolič (53:01) | 2:3 n. P. (1:1, 0:0, 1:1, 0:0, 0:1) Spielbericht | Österreich D. Zwerger (13:49) B. Lebler (50:20) L. Haudum (PS) | Avicii Arena, Stockholm Zuschauer: 3.457 |

| 18. Mai 2025 20:20 Uhr | Slowakei S. Čederle (9:16) | 1:5 (1:1, 0:3, 0:1) Spielbericht | Lettland H. Egle (2:44) D. Ločmelis (21:31) R. Bukarts (25:52) T. Andersons (34:29) R. Ābols (56:22) | Avicii Arena, Stockholm Zuschauer: 7.894 |

| 19. Mai 2025 16:20 Uhr | Frankreich T. Bozon (58:05) | 1:3 (0:2, 0:0, 1:1) Spielbericht | Slowenien Ž. Jezovšek (9:22) N. Simšič (16:21) M. Török (59:45) | Avicii Arena, Stockholm Zuschauer: 3.273 |

| 19. Mai 2025 20:20 Uhr | Kanada R. O’Reilly (37:57) | 1:2 n. P. (0:0, 1:0, 0:1, 0:0, 0:1) Spielbericht | Finnland P. Puistola (47:01) E. Tolvanen (PS) | Avicii Arena, Stockholm Zuschauer: 12.530 |

| 20. Mai 2025 12:20 Uhr | Lettland E. Tralmaks (28:03) | 1:6 (0:1, 1:2, 0:3) Spielbericht | Österreich D. Zwerger (17:08) B. Baumgartner (23:57) V. Rohrer (25:38) T. Raffl (44:28) D. Zwerger (52:29) V. Rohrer (57:18) | Avicii Arena, Stockholm Zuschauer: 4.973 |

| 20. Mai 2025 16:20 Uhr | Slowakei R. Lantoši (54:42) | 1:2 (0:1, 0:1, 1:0) Spielbericht | Finnland P. Puistola (5:18) W. Merelä (38:17) | Avicii Arena, Stockholm Zuschauer: 10.467 |

| 20. Mai 2025 20:20 Uhr | Schweden E. Lindholm (3:47) M. Johansson (23:02) R. Andersson (56:52) | 3:5 (1:3, 1:1, 1:1) Spielbericht | Kanada T. Sanheim (0:18) T. Foerster (7:15) R. O’Reilly (13:01) M. Celebrini (30:50) N. MacKinnon (44:11) | Avicii Arena, Stockholm Zuschauer: 12.530 |

| Pl. |            | Sp | S | OTS | OTN | N | Tore  | Punkte |
| --- | ---------- | -- | - | --- | --- | - | ----- | ------ |
| 1.  | Kanada     | 7  | 6 | 0   | 1   | 0 | 34:07 | 19     |
| 2.  | Schweden   | 7  | 6 | 0   | 0   | 1 | 28:08 | 18     |
| 3.  | Finnland   | 7  | 4 | 2   | 0   | 1 | 22:10 | 16     |
| 4.  | Österreich | 7  | 2 | 2   | 0   | 3 | 21:18 | 10     |
| 5.  | Lettland   | 7  | 3 | 0   | 0   | 4 | 17:25 | 9      |
| 6.  | Slowakei   | 7  | 2 | 0   | 1   | 4 | 09:24 | 7      |
| 7.  | Slowenien  | 7  | 1 | 0   | 1   | 5 | 09:29 | 4      |
| 8.  | Frankreich | 7  | 0 | 0   | 1   | 6 | 08:27 | 1      |

Abkürzungen: Pl. = Platz, Sp = Spiele, S = Siege, OTS = Siege nach Verlängerung (Overtime) oder Penaltyschießen, OTN = Niederlagen nach Verlängerung oder Penaltyschießen, N = Niederlagen

#### Gruppe B
| 9. Mai 2025 16:20 Uhr (Ortszeit) | Schweiz C. Marti (1:34) D. Riat (17:50) S. Schmid (41:21) S. Andrighetto (49:00) | 4:5 n. V. (2:1, 0:2, 2:1, 0:1) Spielbericht | Tschechien M. Stránský (19:41) F. Zadina (26:01) F. Pyrochta (35:33) L. Sedlák (56:13) R. Červenka (62:30) | Jyske Bank Boxen, Herning Zuschauer: 10.500 |

| 9. Mai 2025 20:20 Uhr | Dänemark | 0:5 (0:1, 0:2, 0:2) Spielbericht | USA C. Gauthier (17:52) L. Cooley (23:59) M. Beniers (28:32) M. Lohrei (49:31) M. Beniers (56:16) | Jyske Bank Boxen, Herning Zuschauer: 10.500 |

| 10. Mai 2025 12:20 Uhr | Norwegen J. Johannesen (5:33) | 1:2 (1:0, 0:1, 0:1) Spielbericht | Kasachstan R. Startschenko (25:08) W. Wolkow (52:08) | Jyske Bank Boxen, Herning Zuschauer: 3.588 |

| 10. Mai 2025 16:20 Uhr | Deutschland D. Kahun (10:54) J. Samanski (16:09) L. Kälble (34:09) F. Tiffels (39:44) A. Ehl (45:54) D. Kahun (59:09) | 6:1 (2:0, 2:0, 2:1) Spielbericht | Ungarn G. Ambrus (48:29) | Jyske Bank Boxen, Herning Zuschauer: 6.184 |

| 10. Mai 2025 20:20 Uhr | Dänemark O. Mølgaard (22:09) J. Blichfeld (28:59) | 2:5 (0:1, 2:2, 0:2) Spielbericht | Schweiz N. Hischier (14:41) T. Moy (35:40) T. Moy (38:34) D. Riat (45:19) N. Hischier (58:49) | Jyske Bank Boxen, Herning Zuschauer: 10.095 |

| 11. Mai 2025 12:20 Uhr | USA F. Nazar (14:07) F. Nazar (16:54) C. Gauthier (30:02) C. Gauthier (41:13) C. Garland (41:54) L. Cooley (54:26) | 6:0 (2:0, 1:0, 3:0) Spielbericht | Ungarn | Jyske Bank Boxen, Herning Zuschauer: 4.041 |

| 11. Mai 2025 16:20 Uhr | Deutschland M. Kastner (13:09) W. Stachowiak (34:53) L. Reichel (41:49) L. Kälble (45:33) | 4:1 (1:1, 1:0, 2:0) Spielbericht | Kasachstan N. Michailis (3:05) | Jyske Bank Boxen, Herning Zuschauer: 4.733 |

| 11. Mai 2025 20:20 Uhr | Norwegen S. Solberg (28:03) | 1:2 (0:0, 1:2, 0:0) Spielbericht | Tschechien J. Flek (22:14) D. Pastrňák (33:20) | Jyske Bank Boxen, Herning Zuschauer: 4.791 |

| 12. Mai 2025 16:20 Uhr | USA | 0:3 (0:2, 0:0, 0:1) Spielbericht | Schweiz D. Riat (12:46) J. Siegenthaler (15:59) D. Kukan (51:51) | Jyske Bank Boxen, Herning Zuschauer: 5.741 |

| 12. Mai 2025 20:20 Uhr | Tschechien M. Nečas (23:35) D. Gazda (24:23) D. Pastrňák (33:52) L. Sedlák (36:21) M. Nečas (44:32) D. Voženílek (57:43) R. Červenka (59:01) | 7:2 (0:0, 4:1, 3:1) Spielbericht | Dänemark N. Olesen (38:47) C. Wejse (46:24) | Jyske Bank Boxen, Herning Zuschauer: 9.882 |

| 13. Mai 2025 16:20 Uhr | Norwegen A. Martinsen (19:50) J. Berglund (47:07) | 2:5 (1:2, 0:2, 1:1) Spielbericht | Deutschland Y. Ehliz (4:51) M. Michaelis (16:10) W. Stachowiak (24:56) J. Samanski (26:46) F. Tiffels (59:43) | Jyske Bank Boxen, Herning Zuschauer: 3.622 |

| 13. Mai 2025 20:20 Uhr | Kasachstan N. Michailis (34:32) W. Orechow (59:01) | 2:4 (0:2, 1:0, 1:2) Spielbericht | Ungarn J. Hári (0:15) I. Terbócs (18:31) V. Galló (40:14) P. Vincze (43:35) | Jyske Bank Boxen, Herning Zuschauer: 1.972 |

| 14. Mai 2025 16:20 Uhr | USA C. Gauthier (4:50) C. Keller (7:18) T. Thompson (12:34) M. McCarron (17:50) T. Thompson (22:55) T. Thompson (64:09) | 6:5 n. V. (4:1, 1:2, 0:2, 1:0) Spielbericht | Norwegen S. Solberg (9:59) S. Solberg (26:59) M. Rønnild (32:48) N. Steen (51:08) S. Solberg (58:33) | Jyske Bank Boxen, Herning Zuschauer: 3.149 |

| 14. Mai 2025 20:20 Uhr | Kasachstan N. Michailis (46:33) | 1:5 (0:0, 0:2, 1:3) Spielbericht | Dänemark M. Aagaard (24:20) A. True (32:57) C. Wejse (50:08) A. True (50:28) N. Olesen (59:53) | Jyske Bank Boxen, Herning Zuschauer: 10.388 |

| 15. Mai 2025 16:20 Uhr | Schweiz D. Riat (24:25) S. Andrighetto (25:49) S. Andrighetto (33:51) S. Andrighetto (34:53) S. Andrighetto (48:15) | 5:1 (0:0, 4:0, 1:1) Spielbericht | Deutschland J. Müller (58:35) | Jyske Bank Boxen, Herning Zuschauer: 5.391 |

| 15. Mai 2025 20:20 Uhr | Tschechien D. Pastrňák (17:30) J. Flek (19:23) P. Kodýtek (29:43) D. Pastrňák (43:42) O. Beránek (46:19) L. Sedlák (47:38) | 6:1 (2:0, 1:1, 3:0) Spielbericht | Ungarn A. Mihalik (35:27) | Jyske Bank Boxen, Herning Zuschauer: 2.939 |

| 16. Mai 2025 16:20 Uhr | Ungarn P. Vincze (0:33) A. Mihalik (6:23) | 2:8 (2:1, 0:3, 0:4) Spielbericht | Dänemark M. Aagaard (13:22) M. Lauridsen (27:37) J. Jensen Aabo (34:23) P. Russell (34:49) M. Aagaard (43:41) M. Bau Hansen (48:45) M. Aagaard (49:13) M. Lauridsen (52:53) | Jyske Bank Boxen, Herning Zuschauer: 10.022 |

| 16. Mai 2025 20:20 Uhr | Schweiz S. Andrighetto (8:56) G. Hofmann (14:15) T. Moy (28:03) | 3:0 (2:0, 1:0, 0:0) Spielbericht | Norwegen | Jyske Bank Boxen, Herning Zuschauer: 3.837 |

| 17. Mai 2025 12:20 Uhr | USA T. Thompson (1:42) F. Nazar (9:43) D. O’Connor (14:17) C. Garland (44:50) L. Cooley (56:31) C. Keller (58:07) | 6:3 (3:0, 0:3, 3:0) Spielbericht | Deutschland E. Mik (28:43) J. Müller (34:43) W. Stachowiak (35:31) | Jyske Bank Boxen, Herning Zuschauer: 9.595 |

| 17. Mai 2025 16:20 Uhr | Tschechien M. Stránský (5:19) J. Flek (21:26) M. Stránský (32:19) R. Červenka (37:04) A. Klapka (41:06) R. Červenka (53:13) R. Červenka (55:44) A. Klapka (59:22) | 8:1 (1:0, 3:0, 4:1) Spielbericht | Kasachstan W. Kolesnikow (47:36) | Jyske Bank Boxen, Herning Zuschauer: 7.112 |

| 17. Mai 2025 20:20 Uhr | Dänemark P. Russell (13:42) M. Aagaard (14:38) J. Røndbjerg (27:25) J. Blichfeld (30:32) J. Røndbjerg (34:59) N. Olesen (49:46) | 6:3 (2:1, 3:1, 1:1) Spielbericht | Norwegen E. Salsten (15:14) J. Berglund (36:59) T. Olsen (59:37) | Jyske Bank Boxen, Herning Zuschauer: 10.500 |

| 18. Mai 2025 16:20 Uhr | Kasachstan W. Wolkow (59:10) | 1:6 (0:0, 0:5, 1:1) Spielbericht | USA F. Nazar (26:58) J. LaCombe (31:46) T. Thompson (34:00) M. Beniers (34:58) M. Kesselring (39:04) Z. Werenski (45:54) | Jyske Bank Boxen, Herning Zuschauer: 3.968 |

| 18. Mai 2025 20:20 Uhr | Ungarn | 0:10 (0:2, 0:3, 0:5) Spielbericht | Schweiz A. Ambühl (5:44) T. Meier (7:25) D. Egli (31:57) T. Meier (33:24) J. Moser (35:21) D. Egli (50:03) A. Ambühl (50:51) A. Glauser (54:49) A. Ambühl (58:53) K. Fiala (59:20) | Jyske Bank Boxen, Herning Zuschauer: 2.846 |

| 19. Mai 2025 16:20 Uhr | Deutschland | 0:5 (0:1, 0:2, 0:2) Spielbericht | Tschechien D. Pastrňák (5:51) L. Sedlák (26:43) J. Flek (29:07) J. Lauko (40:43) J. Flek (56:40) | Jyske Bank Boxen, Herning Zuschauer: 8.221 |

| 19. Mai 2025 20:20 Uhr | Ungarn | 0:1 (0:1, 0:0, 0:0) Spielbericht | Norwegen N. Steen (6:28) | Jyske Bank Boxen, Herning Zuschauer: 2.808 |

| 20. Mai 2025 12:20 Uhr | Schweiz K. Fiala (39:55) S. Andrighetto (47:15) A. Ambühl (57:06) D. Riat (57:44) | 4:1 (0:1, 1:0, 3:0) Spielbericht | Kasachstan A. Schestakow (15:17) | Jyske Bank Boxen, Herning Zuschauer: 3.833 |

| 20. Mai 2025 16:20 Uhr | Tschechien D. Pastrňák (20:41) M. Nečas (28:33) | 2:5 (0:1, 2:0, 0:4) Spielbericht | USA J. Doan (9:25) F. Nazar (41:35) F. Nazar (47:01) L. Cooley (53:29) A. Peeke (57:06) | Jyske Bank Boxen, Herning Zuschauer: 8.441 |

| 20. Mai 2025 20:20 Uhr | Deutschland K. Geibel (39:14) | 1:2 n. P. (0:0, 1:0, 0:1, 0:0, 0:1) Spielbericht | Dänemark N. Ehlers (50:00) N. Olesen (PS) | Jyske Bank Boxen, Herning Zuschauer: 10.500 |

| Pl. |             | Sp | S | OTS | OTN | N | Tore  | Punkte |
| --- | ----------- | -- | - | --- | --- | - | ----- | ------ |
| 1.  | Schweiz     | 7  | 6 | 0   | 1   | 0 | 34:09 | 19     |
| 2.  | USA         | 7  | 5 | 1   | 0   | 1 | 34:14 | 17     |
| 3.  | Tschechien  | 7  | 5 | 1   | 0   | 1 | 35:14 | 17     |
| 4.  | Dänemark    | 7  | 3 | 1   | 0   | 3 | 25:24 | 11     |
| 5.  | Deutschland | 7  | 3 | 0   | 1   | 3 | 20:22 | 10     |
| 6.  | Norwegen    | 7  | 1 | 0   | 1   | 5 | 13:24 | 4      |
| 7.  | Ungarn      | 7  | 1 | 0   | 0   | 6 | 08:39 | 3      |
| 8.  | Kasachstan  | 7  | 1 | 0   | 0   | 6 | 09:32 | 3      |

Abkürzungen: Pl. = Platz, Sp = Spiele, S = Siege, OTS = Siege nach Verlängerung (Overtime) oder Penaltyschießen, OTN = Niederlagen nach Verlängerung oder Penaltyschießen, N = Niederlagen

### Finalrunde
Die Finalrunde begann nach Abschluss der Vorrunde am 22. Mai 2025, so dass alle Teams mindestens einen Ruhetag hatten. Die Viertelfinalpartien fanden wie in den Vorjahren im Kreuzvergleich der beiden Vorrundengruppen statt: die jeweils Gruppenersten trafen auf die viertplatzierten der anderen Gruppe, die jeweils Gruppenzweiten auf die Gruppendritten. Die Sieger dieser Viertelfinalspiele ermittelten die Finalgegner in zwei Halbfinalspielen. Das Finale sowie das Spiel um Bronze fanden am 25. Mai statt.
|  | Viertelfinale                                          | Viertelfinale | Viertelfinale |    | Halbfinale | Halbfinale | Halbfinale       |          |   | Finale | Finale | Finale |
|  |                                                        |               |               |    |            |            |                  |          |   |        |        |        |
|  | A1                                                     | Kanada        | 1             |    |            |            |                  |          |   |        |        |        |
|  | B4                                                     | Dänemark      | 2             |    |            |            |                  |          |   |        |        |        |
|  | B4                                                     | Dänemark      | 2             | B1 | Schweiz    | 7          |                  |          |   |        |        |        |
|  |                                                        |               |               | B1 | Schweiz    | 7          |                  |          |   |        |        |        |
|  | B4                                                     | Dänemark      | 0             |    |            |            |                  |          |   |        |        |        |
|  | B4                                                     | Dänemark      | 0             | B2 | USA        | 5          |                  |          |   |        |        |        |
|  |                                                        |               |               | B2 | USA        | 5          |                  |          |   |        |        |        |
|  | A3                                                     | Finnland      | 2             |    |            |            |                  |          |   |        |        |        |
|  | A3                                                     | Finnland      | 2             | B1 | Schweiz    | 0          |                  |          |   |        |        |        |
|  | (Die Teams werden nach dem Viertelfinale neu gesetzt.) |               |               | B1 | Schweiz    | 0          |                  |          |   |        |        |        |
|  |                                                        | B2            | USA           | 1  |            |            |                  |          |   |        |        |        |
|  | B1                                                     | B2            | USA           | 1  | Schweiz    | 6          |                  |          |   |        |        |        |
|  | B1                                                     |               |               |    | Schweiz    | 6          |                  |          |   |        |        |        |
|  | A4                                                     | Österreich    | 0             |    |            |            |                  |          |   |        |        |        |
|  | A4                                                     | Österreich    | 0             | A2 | Schweden   | 2          |                  |          |   |        |        |        |
|  |                                                        |               |               | A2 | Schweden   | 2          | Spiel um Platz 3 |          |   |        |        |        |
|  | B2                                                     | USA           | 6             |    |            |            |                  |          |   |        |        |        |
|  | B2                                                     | USA           | 6             | A2 | Schweden   | 5          | A2               | Schweden | 6 |        |        |        |
|  |                                                        |               |               | A2 | Schweden   | 5          | A2               | Schweden | 6 |        |        |        |
|  | B3                                                     | Tschechien    | 2             | B4 | Dänemark   | 2          |                  |          |   |        |        |        |

#### Viertelfinale
| 22. Mai 2025 16:20 Uhr (Ortszeit) | USA C. Garland (4:50) Z. Buium (34:53) C. Garland (36:04) S. Pinto (45:52) C. Keller (57:15) | 5:2 (1:1, 2:1, 2:0) Spielbericht | Finnland E. Tolvanen (12:58) P. Puistola (27:46) | Avicii Arena, Stockholm Zuschauer: 9.642 |

| 22. Mai 2025 16:20 Uhr | Schweiz C. Bertschy (6:38) T. Meier (11:03) K. Jäger (14:17) K. Fiala (23:32) S. Schmid (24:36) S. Knak (51:46) | 6:0 (3:0, 2:0, 1:0) Spielbericht | Österreich | Jyske Bank Boxen, Herning Zuschauer: 2.621 |

| 22. Mai 2025 20:20 Uhr | Schweden L. Carlsson (12:40) L. Raymond (16:52) L. Raymond (19:32) L. Carlsson (34:05) F. Forsberg (55:04) | 5:2 (3:0, 1:1, 1:1) Spielbericht | Tschechien R. Červenka (23:04) M. Špaček (48:33) | Avicii Arena, Stockholm Zuschauer: 12.530 |

| 22. Mai 2025 20:20 Uhr | Kanada T. Sanheim (45:17) | 1:2 (0:0, 0:0, 1:2) Spielbericht | Dänemark N. Ehlers (57:43) N. Olesen (59:11) | Jyske Bank Boxen, Herning Zuschauer: 10.500 |

#### Halbfinale
| 24. Mai 2025 14:20 Uhr | Schweden W. Nylander (46:32) E. Lindholm (47:13) | 2:6 (0:2, 0:2, 2:2) Spielbericht | USA B. Skjei (6:52) C. Gauthier (17:13) C. Garland (31:07) M. Eyssimont (37:03) J. LaCombe (51:09) S. Pinto (55:53) | Avicii Arena, Stockholm Zuschauer: 12.530 |

| 24. Mai 2025 18:20 Uhr | Schweiz N. Niederreiter (9:23) K. Jäger (12:47) N. Niederreiter (17:23) D. Malgin (37:38) S. Schmid (44:48) D. Riat (52:02) T. Moy (53:26) | 7:0 (3:0, 1:0, 3:0) Spielbericht | Dänemark | Avicii Arena, Stockholm Zuschauer: 12.530 |

#### Spiel um Platz 3
| 25. Mai 2025 15:20 Uhr | Schweden M. Backlund (25:16) M. Backlund (29:50) M. Johansson (37:09) L. Raymond (42:55) M. Johansson (48:25) M. Zibanejad (55:03) | 6:2 (0:0, 3:0, 3:2) Spielbericht | Dänemark N. Olesen (43:15) N. Ehlers (46:02) | Avicii Arena, Stockholm Zuschauer: 12.530 |

#### Finale
| 25. Mai 2025 20:20 Uhr | Schweiz | 0:1 n. V. (0:0, 0:0, 0:0, 0:1) Spielbericht | USA T. Thompson (62:02) | Avicii Arena, Stockholm Zuschauer: 12.530 |

### Statistik

#### Beste Scorer
Abkürzungen: Sp = Spiele, T = Tore, V = Assists, Pkt = Punkte, +/− = Plus/Minus, SM = Strafminuten; Fett: Turnierbestwert
| Spieler          | Team       | Sp | T | V  | Pkt | +/− | SM |
| ---------------- | ---------- | -- | - | -- | --- | --- | -- |
| David Pastrňák   | Tschechien | 8  | 6 | 9  | 15  | +7  | 4  |
| Elias Lindholm   | Schweden   | 10 | 8 | 6  | 14  | +8  | 0  |
| Roman Červenka   | Tschechien | 8  | 6 | 8  | 14  | +8  | 4  |
| Nathan MacKinnon | Kanada     | 8  | 7 | 6  | 13  | +9  | 10 |
| Travis Konecny   | Kanada     | 8  | 3 | 10 | 13  | +9  | 12 |
| Frank Nazar      | USA        | 10 | 6 | 6  | 12  | +7  | 6  |
| Nick Olesen      | Dänemark   | 10 | 5 | 7  | 12  | −3  | 4  |
| Sidney Crosby    | Kanada     | 8  | 4 | 8  | 12  | +8  | 6  |
| Logan Cooley     | USA        | 10 | 4 | 8  | 12  | +4  | 10 |
| Tyler Moy        | Schweiz    | 10 | 4 | 8  | 12  | +8  | 0  |

#### Beste Torhüter
Abkürzungen: Sp = Spiele, Min = Eiszeit (in Minuten), SaT = Schüsse aufs Tor, GT = Gegentore, Sv% = gehaltene Schüsse (in %), GTS = Gegentorschnitt, SO = Shutouts; Fett: Turnierbestwert
Erfasst werden nur Torhüter, die mindestens 40 % der Gesamtspielzeit eines Teams absolviert haben. Sortiert nach Fangquote (Sv%).
| Spieler           | Team       | Sp | Min    | GT | SO | Sv%   | GTS  |
| ----------------- | ---------- | -- | ------ | -- | -- | ----- | ---- |
| Leonardo Genoni   | Schweiz    | 7  | 424:32 | 7  | 4  | 95,33 | 0,99 |
| Daniel Vladař     | Tschechien | 4  | 219:52 | 4  | 1  | 95,06 | 1,09 |
| Jordan Binnington | Kanada     | 4  | 239:15 | 5  | 2  | 94,44 | 1,25 |
| Juuse Saros       | Finnland   | 6  | 358:50 | 10 | 0  | 94,25 | 1,67 |
| Samuel Ersson     | Schweden   | 5  | 259:06 | 5  | 2  | 93,42 | 1,16 |

### Abschlussplatzierungen
Die Platzierungen ergaben sich nach folgenden Kriterien:
- Plätze 1 bis 4: Ergebnisse im Finale sowie im Spiel um Platz 3
- Plätze 5 bis 8 (Verlierer der Viertelfinalpartien): nach Platzierung, dann Punkten, dann Tordifferenz in der Vorrunde
- Plätze 9 bis 16 (Vorrunde): nach Platzierung, dann Punkten, dann Tordifferenz in der Vorrunde

| Pl. | Team        |
| --- | ----------- |
| 1   | USA         |
| 2   | Schweiz     |
| 3   | Schweden    |
| 4   | Dänemark    |
| 5   | Kanada      |
| 6   | Tschechien  |
| 7   | Finnland    |
| 8   | Österreich  |
| 9   | Deutschland |
| 10  | Lettland    |
| 11  | Slowakei    |
| 12  | Norwegen    |
| 13  | Slowenien   |
| 14  | Ungarn      |
| 15  | Kasachstan  |
| 16  | Frankreich  |

### Titel, Auf- und Abstieg
| Weltmeister USA | Matty Beniers, Zeev Buium, Logan Cooley, Joey Daccord, Josh Doan, Michael Eyssimont, Conor Garland, Cutter Gauthier, Isaac Howard, Clayton Keller, Michael Kesselring, Jackson LaCombe, Mason Lohrei, Michael McCarron, Frank Nazar, Drew O’Connor, Andrew Peeke, Shane Pinto, Brady Skjei, Hampton Slukynsky, Will Smith, Jeremy Swayman, Tage Thompson, Alex Vlasic, Zach Werenski Cheftrainer: Ryan Warsofsky Assistenztrainer: Kevin Dean, Adam Nightingale, Mike Vellucci |

| Silber Schweiz | Sandro Aeschlimann, Andres Ambühl, Sven Andrighetto, Nicolas Baechler, Tim Berni, Christoph Bertschy, Stéphane Charlin, Dominik Egli, Kevin Fiala, Michael Fora, Leonardo Genoni, Andrea Glauser, Nico Hischier, Grégory Hofmann, Ken Jäger, Simon Knak, Dean Kukan, Denis Malgin, Christian Marti, Timo Meier, Janis Moser, Tyler Moy, Nino Niederreiter, Damien Riat, Sandro Schmid, Jonas Siegenthaler Cheftrainer: Patrick Fischer Assistenztrainer: Jan Cadieux, Rikard Franzén, Marcel Jenni |

| Bronze Schweden | Rasmus Andersson, Mikael Backlund, Anton Bengtsson, Jonas Brodin, Leo Carlsson, Simon Edvinsson, Samuel Ersson, Filip Forsberg, Max Friberg, Jesper Frödén, Erik Gustafsson, Emil Heineman, Marcus Johansson, William Karlsson, Adam Larsson, Elias Lindholm, Isac Lundeström, Jacob Markström, William Nylander, Marcus Pettersson, Lucas Raymond, Rasmus Sandin, Arvid Söderblom, Alexander Wennberg, Mika Zibanejad Cheftrainer: Sam Hallam Assistenztrainer: Stefan Klockare, Nicklas Rahm, Anders Sörensen |

| Absteiger in die Division IA:   | Kasachstan, Frankreich  |
| Aufsteiger in die Top-Division: | Großbritannien, Italien |

### Auszeichnungen
Spielertrophäen
| Auszeichnung         | Spieler         | Team       |
| -------------------- | --------------- | ---------- |
| Wertvollster Spieler | Leonardo Genoni | Schweiz    |
| Bester Torhüter      | Leonardo Genoni | Schweiz    |
| Bester Verteidiger   | Zach Werenski   | USA        |
| Bester Stürmer       | David Pastrňák  | Tschechien |

All-Star-Team
| Angriff:      | David Pastrňák – Elias Lindholm – Nick Olesen |
| Verteidigung: | Zach Werenski – Dean Kukan                    |
| Tor:          | Leonardo Genoni                               |

## Division I

### Gruppe A in Sfântu Gheorghe, Rumänien
Das Turnier der Gruppe A wurde vom 27. April bis 3. Mai 2025 im rumänischen Sfântu Gheorghe ausgetragen. Die Spiele fanden in der 2.500 Zuschauer fassenden Sepsi Arena statt. Insgesamt besuchten 32.181 Zuschauer die 15 Turnierspiele, was einem Schnitt von 2.145 Besuchern pro Partie entspricht.
Der Wettbewerb zeigte sich über die sieben Turniertage abermals als sehr ausgeglichen, sodass vor dem letzten Turniertag noch kein Aufsteiger feststand und insgesamt vier Teams die Möglichkeit hatten, sich die beiden Plätze in der Top-Division zu sichern. Vor dem letzten Turniertag belegten Großbritannien, das mit drei Siegen in der Verlängerung ins Turnier gestartet war, und der starke Aufsteiger Ukraine die beiden vordersten Plätze. Dahinter lauerten Italien und Polen. Die Ukraine verspielte die Chance auf die Rückkehr in die Top-Division nach 18 Jahren durch eine knappe 2:3-Niederlage gegen Japan und eröffnete damit den Italienern die Chance auf den Wiederaufstieg nach drei Jahren. Durch einen ungefährdeten 7:1-Sieg gegen den bereits als Absteiger feststehenden Gastgeber Rumänien gelang dies auch. Großbritannien spielte seine Favoritenrolle anschließend ebenfalls aus und qualifizierte sich als Gruppensieger für die Top-Division. Rumänien musste erstmals seit 2019 wieder in die B-Gruppe absteigen.
In der Wertung der besten Punktesammler stand mit Andrij Denyskin ein Spieler aus der Ukraine auf dem ersten Platz. Dabei sammelte er neun Scorerpunkte und lag damit knapp vor seinem Landsmann Wiktor Sacharow, der sich mit sechs Treffern die Torjägerkrone sicherte. Denyskin war mit sechs Torvorlagen auch bester Vorbereiter des Wettbewerbs. Den Titel des besten Stürmers erhielt der Brite Liam Kirk, der in lediglich drei Turniereinsätzen siebenmal punktete und seinem Team nach seiner verspäteten Anreise den nötigen Impuls zum Aufstieg gab. Als bester Abwehrspieler wurde der Italiener Luca Zanatta ausgezeichnet. Zum besten Torhüter wurde mit dem Ukrainer Bohdan Djatschenko der Spieler geehrt, der in nahezu allen relevanten Statistiken den Bestwert aufwies. So hatte er die höchste Fangquote und den geringsten Gegentorschnitt unter allen Torhütern des Turniers.
| 27. April 2025 12:30 Uhr (Ortszeit) | Japan C. Hanzawa (37:53) | 1:4 (0:2, 1:2, 0:0) Spielbericht | Italien T. Purdeller (2:25) A. Ierullo (7:33) T. Purdeller (27:11) D. Tedesco (36:23) | Sepsi Arena, Sfântu Gheorghe Zuschauer: 1.960 |

| 27. April 2025 16:00 Uhr | Ukraine W. Sacharow (25:45) D. Tracht (32:01) D. Borodaj (49:16) | 3:4 n. P. (0:1, 2:1, 1:1, 0:0, 0:1) Spielbericht | Großbritannien J. Waller (11:08) B. Perlini (21:30) B. O’Connor (52:42) B. O’Connor (PS) | Sepsi Arena, Sfântu Gheorghe Zuschauer: 2.112 |

| 27. April 2025 19:30 Uhr | Rumänien R. Gliga (34:29) | 1:4 (0:1, 1:1, 0:2) Spielbericht | Polen A. Łyszczarczyk (6:43) D. Tyczyński (27:52) P. Krężołek (54:16) A. Łyszczarczyk (58:11) | Sepsi Arena, Sfântu Gheorghe Zuschauer: 2.564 |

| 28. April 2025 12:30 Uhr | Italien G. DiTomaso (32:21) L. Zanatta (44:35) | 2:3 n. P. (0:1, 1:1, 1:0, 0:0, 0:1) Spielbericht | Ukraine A. Denyskin (14:37) W. Sacharow (38:49) O. Peressunko (PS) | Sepsi Arena, Sfântu Gheorghe Zuschauer: 1.274 |

| 28. April 2025 16:00 Uhr | Polen O. Bizacki (6:27) P. Krężołek (19:16) | 2:1 (2:0, 0:0, 0:1) Spielbericht | Japan Y. Ōsawa (59:54) | Sepsi Arena, Sfântu Gheorghe Zuschauer: 1.112 |

| 28. April 2025 19:30 Uhr | Großbritannien J. Waller (0:31) C. Neilson (60:36) | 2:1 n. V. (1:1, 0:0, 0:0, 1:0) Spielbericht | Rumänien B. Gajdó (9:31) | Sepsi Arena, Sfântu Gheorghe Zuschauer: 2.435 |

| 30. April 2025 12:30 Uhr | Großbritannien R. Dowd (17:52) L. Kirk (24:07) J. Batch (48:41) B. O’Connor (58:11) R. Dowd (60:41) | 5:4 n. V. (1:0, 1:3, 2:1, 1:0) Spielbericht | Japan S. Isogai (25:58) M. Ōkubo (29:01) Y. Hirano (34:16) K. Takagi (50:39) | Sepsi Arena, Sfântu Gheorghe Zuschauer: 1.865 |

| 30. April 2025 16:00 Uhr | Polen D. Paś (14:51) | 1:4 (1:0, 0:2, 0:2) Spielbericht | Italien D. Mantenuto (22:37) P. Pietroniro (34:56) M. Zanetti (48:09) D. Tedesco (59:19) | Sepsi Arena, Sfântu Gheorghe Zuschauer: 2.325 |

| 30. April 2025 19:30 Uhr | Ukraine W. Sacharow (4:10) W. Ljalka (5:44) A. Denyskin (8:58) A. Denyskin (37:14) | 4:0 (3:0, 1:0, 0:0) Spielbericht | Rumänien | Sepsi Arena, Sfântu Gheorghe Zuschauer: 2.455 |

| 1. Mai 2025 12:30 Uhr | Italien B. Misley (30:43) | 1:5 (0:2, 1:2, 0:1) Spielbericht | Großbritannien L. Kirk (0:32) N. Halbert (17:22) L. Kirk (20:42) S. Duggan (27:03) B. O’Connor (58:45) | Sepsi Arena, Sfântu Gheorghe Zuschauer: 2.378 |

| 1. Mai 2025 16:00 Uhr | Polen A. Łyszczarczyk (25:28) | 1:4 (0:0, 1:1, 0:3) Spielbericht | Ukraine W. Sacharow (32:23) W. Sacharow (43:08) S. Sadowykow (50:16) D. Tracht (55:00) | Sepsi Arena, Sfântu Gheorghe Zuschauer: 2.355 |

| 1. Mai 2025 19:30 Uhr | Rumänien R. Valchař (26:15) J. Skatschkow (35:04) S. Rokaly (39:31) | 3:5 (0:4, 3:1, 0:0) Spielbericht | Japan T. Nakajima (1:01) F. Suzuki (5:47) Y. Ōsawa (11:37) Y. Satō (18:46) Y. Hirano (34:09) | Sepsi Arena, Sfântu Gheorghe Zuschauer: 2.460 |

| 3. Mai 2025 12:30 Uhr | Japan T. Nakajima (13:22) T. Irikura (29:38) F. Suzuki (30:31) | 3:2 (1:1, 2:0, 0:1) Spielbericht | Ukraine W. Sacharow (4:58) O. Worona (49:40) | Sepsi Arena, Sfântu Gheorghe Zuschauer: 2.246 |

| 3. Mai 2025 16:00 Uhr | Italien L. Frigo (2:50) D. Tedesco (4:12) D. Mantenuto (15:31) B. Misley (32:00) L. Zanatta (36:01) D. Tedesco (39:24) M. Zanetti (44:46) | 7:1 (3:1, 3:0, 1:0) Spielbericht | Rumänien R. Valchař (14:39) | Sepsi Arena, Sfântu Gheorghe Zuschauer: 2.273 |

| 3. Mai 2025 19:30 Uhr | Großbritannien J. Waller (17:01) R. Dowd (28:20) O. Betteridge (35:22) | 3:0 (1:0, 2:0, 0:0) Spielbericht | Polen | Sepsi Arena, Sfântu Gheorghe Zuschauer: 2.367 |

| Pl. |                | Sp | S | OTS | OTN | N | Tore  | Punkte |
| --- | -------------- | -- | - | --- | --- | - | ----- | ------ |
| 1.  | Großbritannien | 5  | 2 | 3   | 0   | 0 | 19:09 | 12     |
| 2.  | Italien        | 5  | 3 | 0   | 1   | 1 | 18:11 | 10     |
| 3.  | Ukraine        | 5  | 2 | 1   | 1   | 1 | 16:10 | 9      |
| 4.  | Japan          | 5  | 2 | 0   | 1   | 2 | 14:16 | 7      |
| 5.  | Polen          | 5  | 2 | 0   | 0   | 3 | 08:13 | 6      |
| 6.  | Rumänien       | 5  | 0 | 0   | 1   | 4 | 06:22 | 1      |

Abkürzungen: Pl. = Platz, Sp = Spiele, S = Siege, OTS = Siege nach Verlängerung (Overtime) oder Penaltyschießen, OTN = Niederlagen nach Verlängerung oder Penaltyschießen, N = Niederlagen

Erläuterungen: Aufsteiger in die Top-Division, Absteiger in die Division IB

#### Division-IA-Aufstiegsmannschaften
| Division-IA-Aufsteiger Großbritannien | Josh Batch, Oliver Betteridge, Ben Bowns, Lucas Brine, Kieran Brown, David Clements, Ben Davies, Robert Dowd, Samuel Duggan, Nathanael Halbert, Joseph Hazeldine, Liam Kirk, Robert Lachowicz, Ben Lake, Cade Neilson, Logan Neilson, Ben O’Connor, Brett Perlini, Mark Richardson, Cole Shudra, Joshua Tetlow, Joshua Waller, Jackson Whistle Trainer: Peter Russell                |
| Division-IA-Aufsteiger Italien        | Damian Clara, Greg DiTomaso, Davide Fadani, Luca Frigo, Mikael Frycklund, Dustin Gazley, Daniel Glira, Alex Ierullo, Diego Kostner, Thomas Larkin, Daniel Mantenuto, Matthias Mantinger, Bryce Misley, Dylan Di Perna, Phil Pietroniro, Tommy Purdeller, Nick Saracino, Jason Seed, Jacob Smith, Daniel Tedesco, Alex Trivellato, Luca Zanatta, Marco Zanetti Trainer: Jukka Jalonen |

### Gruppe B in Tallinn, Estland
Das Turnier der Gruppe B wurde vom 26. April bis 2. Mai 2025 in der estnischen Hauptstadt Tallinn ausgetragen. Die Spiele fanden in der 5.840 Zuschauer fassenden Tondiraba jäähall statt. Insgesamt besuchten 15.081 Zuschauer die 15 Turnierspiele, was einem Schnitt von 1.005 pro Partie entspricht.
Durch einen 4:1-Sieg am letzten Turniertag gegen Vorjahresabsteiger Südkorea sicherte sich Litauen zwei Jahre nach dem Abstieg die Rückkehr in die A-Gruppe. Bis zum letzten Turniertag hatten die Ostasiaten die Spitzenposition gehalten, nachdem die Litauer nach zwei knappen Siegen mit nur einem Tor Unterschied gegen den späteren Absteiger Kroatien in der Verlängerung einen Punkt hatten liegen gelassen. Der zweite baltische Teilnehmer und Gastgeber Estland erreichte trotz des Heimvorteils nur den dritten Rang. Die Abstiegsfrage klärte sich ebenso wie der Aufstieg erst am letzten Turniertag, als die Spanier die punktgleichen Kroaten in der Verlängerung besiegten.
| 26. April 2025 12:30 Uhr (Ortszeit) | Volksrepublik China | 0:1 (0:0, 0:1, 0:0) Spielbericht | Litauen M. Kaleinikovas (22:24) | Tondiraba jäähall, Tallinn Zuschauer: 181 |

| 26. April 2025 16:00 Uhr | Spanien O. Rubio (45:23) | 1:6 (0:1, 0:0, 1:5) Spielbericht | Estland M. Burkov (8:13) D. Timofejev (41:48) R. Arrak (47:54) M. Potsinok (48:09) R. Arrak (52:29) M. Burkov (59:17) | Tondiraba jäähall, Tallinn Zuschauer: 2.135 |

| 26. April 2025 19:30 Uhr | Kroatien K. Marinković (8:54) P. Dobrić (51:43) | 2:5 (1:0, 0:2, 1:3) Spielbericht | Südkorea Lee Y.-s. (22:29) Nam H.-d. (34:18) Kim G.-w. (56:01) Lee M.-j. (57:26) Kim S.-w. (59:16) | Tondiraba jäähall, Tallinn Zuschauer: 165 |

| 27. April 2025 12:30 Uhr | Litauen L. Dėdinas (14:29) E. Noreika (14:56) N. Ališauskas (22:03) E. Krakauskas (24:55) M. Grinius (32:46) | 5:0 (2:0, 3:0, 0:0) Spielbericht | Spanien | Tondiraba jäähall, Tallinn Zuschauer: 315 |

| 27. April 2025 16:00 Uhr | Estland D. Timofejev (1:01) R. Arrak (11:45) R. Rooba (18:47) M. Jürgens (31:18) M. Viitanen (34:00) M. Jürgens (53:27) | 6:2 (3:0, 2:2, 1:0) Spielbericht | Kroatien K. Marinković (35:05) N. Malenica (37:31) | Tondiraba jäähall, Tallinn Zuschauer: 1.935 |

| 27. April 2025 19:30 Uhr | Südkorea Kim S.-w. (26:38) Kim S.-w. (38:29) | 2:1 (0:0, 2:1, 0:0) Spielbericht | Volksrepublik China Wang J. (21:50) | Tondiraba jäähall, Tallinn Zuschauer: 155 |

| 29. April 2025 12:30 Uhr | Südkorea Kim S.-h. (10:02) Lee C.-m. (12:50) Kang Y.-s. (14:26) Ahn J.-h. (14:48) Kim W.-j. (24:22) Kang M.-w. (27:43) Lee C.-m. (33:55) J. Wong (36:52) Kim S.-y. (57:38) | 9:3 (4:0, 4:1, 1:2) Spielbericht | Spanien J. Capillas (26:00) O. Rubio (40:52) A. Carbonell (58:50) | Tondiraba jäähall, Tallinn Zuschauer: 251 |

| 29. April 2025 16:00 Uhr | Kroatien B. Rendulić (26:47) V. Idžan (40:26) N. Malenica (59:03) | 3:4 (0:1, 1:1, 2:2) Spielbericht | Volksrepublik China Hou Y. (10:55) Hou Y. (20:33) Yan J. (41:08) Yan J. (59:30) | Tondiraba jäähall, Tallinn Zuschauer: 135 |

| 29. April 2025 19:30 Uhr | Litauen S. Valivonis (25:11) P. Gintautas (32:43) | 2:1 (0:0, 2:0, 0:1) Spielbericht | Estland E. Nevolainen (49:57) | Tondiraba jäähall, Tallinn Zuschauer: 3.045 |

| 1. Mai 2025 12:30 Uhr | Litauen M. Kaleinikovas (30:16) U. Čižas (63:21) | 2:1 n. V. (0:0, 1:0, 0:1, 1:0) Spielbericht | Kroatien B. Rendulić (43:47) | Tondiraba jäähall, Tallinn Zuschauer: 335 |

| 1. Mai 2025 16:00 Uhr | Estland M. Jürgens (1:35) | 1:4 (1:2, 0:1, 0:1) Spielbericht | Südkorea Kim S.-y. (8:02) Lee C.-m. (14:27) Kang Y.-s. (36:40) Kong Y.-c. (46:53) | Tondiraba jäähall, Tallinn Zuschauer: 2.577 |

| 1. Mai 2025 19:30 Uhr | Volksrepublik China Zhang Z. (19:38) Xu R. (23:14) Yan J. (28:56) Hou Y. (PS) | 4:3 n. P. (1:0, 2:1, 0:2, 0:0, 1:0) Spielbericht | Spanien G. González (38:14) O. Rubio (42:16) J. Capillas (53:55) | Tondiraba jäähall, Tallinn Zuschauer: 315 |

| 2. Mai 2025 12:30 Uhr | Südkorea Kang Y.-s. (56:24) | 1:4 (0:1, 0:2, 1:1) Spielbericht | Litauen A. Bendžius (12:51) M. Kaleinikovas (27:51) P. Gintautas (38:11) M. Kaleinikovas (48:37) | Tondiraba jäähall, Tallinn Zuschauer: 412 |

| 2. Mai 2025 16:00 Uhr | Spanien J. Capillas (17:35) J. Capillas (64:05) | 2:1 n. V. (1:1, 0:0, 0:0, 1:0) Spielbericht | Kroatien B. Rendulić (0:37) | Tondiraba jäähall, Tallinn Zuschauer: 255 |

| 2. Mai 2025 19:30 Uhr | Estland M. Potsinok (7:16) M. Jürgens (33:52) D. Timofejev (37:55) E. Potsinok (41:26) M. Burkov (47:22) | 5:0 (1:0, 2:0, 2:0) Spielbericht | Volksrepublik China | Tondiraba jäähall, Tallinn Zuschauer: 2.870 |

| Pl. |                     | Sp | S | OTS | OTN | N | Tore  | Punkte |
| --- | ------------------- | -- | - | --- | --- | - | ----- | ------ |
| 1.  | Litauen             | 5  | 4 | 1   | 0   | 0 | 14:03 | 14     |
| 2.  | Südkorea            | 5  | 4 | 0   | 0   | 1 | 21:11 | 12     |
| 3.  | Estland             | 5  | 3 | 0   | 0   | 2 | 19:09 | 9      |
| 4.  | Volksrepublik China | 5  | 1 | 1   | 0   | 3 | 09:14 | 5      |
| 5.  | Spanien             | 5  | 0 | 1   | 1   | 3 | 09:25 | 3      |
| 6.  | Kroatien            | 5  | 0 | 0   | 2   | 3 | 09:19 | 2      |

Abkürzungen: Pl. = Platz, Sp = Spiele, S = Siege, OTS = Siege nach Verlängerung (Overtime) oder Penaltyschießen, OTN = Niederlagen nach Verlängerung oder Penaltyschießen, N = Niederlagen

Erläuterungen: Aufsteiger in die Division IA, Absteiger in die Division IIA

#### Division-IB-Siegermannschaft
| Division-IB-Aufsteiger Litauen | Nerijus Ališauskas, Julius Andrekus, Aivaras Bendžius, Ilja Četvertak, Ugnius Čižas, Linas Dėdinas, Marijus Dumčius, Paulius Gintautas, Arkadijus Grigaravičius-Reyzin, Martynas Grinius, Kostas Gusevas, Mark Kaleinikovas, Emilijus Krakauskas, Tomaš Krukovski, Laisvydas Kudrevičius, Dovydas Laimutis, Laurynas Lubys, Eimantas Noreika, Edgaras Protčenko, Paulius Rumševičius, Artur Seniut, Simonas Valivonis, Lukas Žukauskas Trainer: Ron Pasco |

### Auf- und Abstieg
| Absteiger in die Division IA:   | Kasachstan, Frankreich  |
| Aufsteiger in die Top-Division: | Großbritannien, Italien |
| Absteiger in die Division IB:   | Rumänien                |
| Aufsteiger in die Division IA:  | Litauen                 |
| Absteiger in die Division IIA:  | Kroatien                |
| Aufsteiger in die Division IB:  | Niederlande             |

## Division II

### Gruppe A in Belgrad, Serbien
Das Turnier der Gruppe A wurde vom 29. April bis 5. Mai 2024 in der serbischen Landeshauptstadt Belgrad ausgetragen. Die Spiele fanden in der 2.000 Zuschauer fassenden Ledena dvorana Pionir statt. Insgesamt besuchten 2.894 Zuschauer die 15 Turnierspiele, was einem Schnitt von 192 pro Partie entspricht.
Bereits frühzeitig kristallisierten sich Vorjahresabsteiger Niederlande und Gastgeber Serbien als Favoriten auf den Turniersieg heraus, der schließlich im letzten Spiel des Wettbewerbs entschieden wurde. Dort siegten die Niederländer mit 3:1 gegen Serbien und kehrten damit umgehend in die Division I zurück. Den Abstieg in die B-Gruppe musste Israel hinnehmen, dem ein Sieg gegen die Vereinigten Arabischen Emirate zu wenig war, um die Klasse zu halten. Ausschlaggebend war schließlich das verlorene Duell gegen das bis dato punktlose Australien am letzten Spieltag. Der Aufsteiger Belgien platzierte sich dank zweier Siege auf dem vierten Rang.
| 29. April 2025 12:30 Uhr (Ortszeit) | Belgien T. Auger (15:28) R. Delport (54:45) | 2:0 (1:0, 0:0, 1:0) Spielbericht | Israel | Ledena dvorana Pionir, Belgrad Zuschauer: 27 |

| 29. April 2025 16:00 Uhr | Vereinigte Arabische Emirate | 0:5 (0:1, 0:2, 0:2) Spielbericht | Niederlande B. Borgman (3:51) D. Hessels (30:32) G. van Nes (35:08) D. Hessels (49:01) B. Bison (59:08) | Ledena dvorana Pionir, Belgrad Zuschauer: 46 |

| 29. April 2025 19:30 Uhr | Serbien A. Gvozdenović (13:19) L. Lestarić (24:01) A. Gvozdenović (58:16) | 3:0 (1:0, 1:0, 1:0) Spielbericht | Australien | Ledena dvorana Pionir, Belgrad Zuschauer: 527 |

| 30. April 2025 12:30 Uhr | Niederlande D. Hessels (1:32) J. Verkiel (15:18) G. van Nes (24:52) D. Joly (27:16) D. Hessels (39:40) D. Stempher (56:55) | 6:2 (2:1, 3:1, 1:0) Spielbericht | Israel I. Ben Tov (2:13) S. Goldshtein (36:57) | Ledena dvorana Pionir, Belgrad Zuschauer: 37 |

| 30. April 2025 16:00 Uhr | Australien E. Hawes (20:37) | 1:3 (0:0, 1:1, 0:2) Spielbericht | Belgien T. Auger (26:06) V. Gyesbreghs (52:22) T. Auger (54:48) | Ledena dvorana Pionir, Belgrad Zuschauer: 29 |

| 30. April 2025 19:30 Uhr | Serbien D. Tomašević (24:32) M. Đumić (51:31) M. Đumić (54:27) D. Tomašević (58:16) | 4:1 (0:1, 1:0, 3:0) Spielbericht | Vereinigte Arabische Emirate A. Klawdijew (11:13) | Ledena dvorana Pionir, Belgrad Zuschauer: 326 |

| 2. Mai 2025 12:30 Uhr | Niederlande B. Borgman (10:58) G. van Nes (14:48) D. Joly (23:39) G. van Nes (55:29) G. van Nes (59:40) | 5:1 (2:1, 1:0, 2:0) Spielbericht | Australien C. Kubara (10:30) | Ledena dvorana Pionir, Belgrad Zuschauer: 42 |

| 2. Mai 2025 16:00 Uhr | Vereinigte Arabische Emirate A. Badegyjew (8:30) D. Schapawalau (44:32) | 2:3 (1:2, 0:0, 1:1) Spielbericht | Israel G. Khvoles (15:35) D. Mazour (19:35) M. Levin (41:33) | Ledena dvorana Pionir, Belgrad Zuschauer: 29 |

| 2. Mai 2025 19:30 Uhr | Serbien M. Popović (21:06) V. Kravljanac (58:26) | 2:0 (0:0, 1:0, 1:0) Spielbericht | Belgien | Ledena dvorana Pionir, Belgrad Zuschauer: 416 |

| 3. Mai 2025 12:30 Uhr | Australien K. Webster (19:01) | 1:3 (1:1, 0:1, 0:1) Spielbericht | Vereinigte Arabische Emirate S. Kusnezow (12:35) G. Nikitin (25:42) S. Kusnezow (42:41) | Ledena dvorana Pionir, Belgrad Zuschauer: 19 |

| 3. Mai 2025 16:00 Uhr | Belgien | 0:6 (0:2, 0:3, 0:1) Spielbericht | Niederlande G. van Nes (9:02) D. Hessels (10:55) O. Schöningh (23:28) R. van der Schuit (32:40) G. van Nes (38:33) W. Sars (48:43) | Ledena dvorana Pionir, Belgrad Zuschauer: 47 |

| 3. Mai 2025 19:30 Uhr | Israel N. Zitserman (25:25) | 1:2 (0:0, 1:1, 0:1) Spielbericht | Serbien L. Lestarić (28:22) L. Lestarić (46:18) | Ledena dvorana Pionir, Belgrad Zuschauer: 388 |

| 5. Mai 2025 12:30 Uhr | Vereinigte Arabische Emirate C. McLlwain (8:10) C. McLlwain (9:46) R. Kortschocha (10:36) A. Klawdijew (14:18) I. Tschuikow (23:33) I. Tschuikow (45:35) T. Bensammoud (48:20) A. Klawdijew (58:33) | 8:0 (4:0, 1:0, 3:0) Spielbericht | Belgien | Ledena dvorana Pionir, Belgrad Zuschauer: 23 |

| 5. Mai 2025 16:00 Uhr | Israel O. Segal (41:43) D. Mazour (45:39) K. Polosow (54:49) | 3:4 (0:2, 0:1, 3:1) Spielbericht | Australien M. Lyashenko (14:54) K. Webster (19:11) K. Webster (23:57) D. Chen (40:18) | Ledena dvorana Pionir, Belgrad Zuschauer: 61 |

| 5. Mai 2025 19:30 Uhr | Niederlande D. Joly (2:40) D. Joly (45:15) D. Hessels (59:21) | 3:1 (1:1, 0:0, 2:0) Spielbericht | Serbien M. Đumić (9:21) | Ledena dvorana Pionir, Belgrad Zuschauer: 877 |

| Pl. |                              | Sp | S | OTS | OTN | N | Tore  | Punkte |
| --- | ---------------------------- | -- | - | --- | --- | - | ----- | ------ |
| 1.  | Niederlande                  | 5  | 5 | 0   | 0   | 0 | 25:04 | 15     |
| 2.  | Serbien                      | 5  | 4 | 0   | 0   | 1 | 12:05 | 12     |
| 3.  | Vereinigte Arabische Emirate | 5  | 2 | 0   | 0   | 3 | 14:13 | 6      |
| 4.  | Belgien                      | 5  | 2 | 0   | 0   | 3 | 05:17 | 6      |
| 5.  | Australien                   | 5  | 1 | 0   | 0   | 4 | 07:17 | 3      |
| 6.  | Israel                       | 5  | 1 | 0   | 0   | 4 | 09:16 | 3      |

Abkürzungen: Pl. = Platz, Sp = Spiele, S = Siege, OTS = Siege nach Verlängerung (Overtime) oder Penaltyschießen, OTN = Niederlagen nach Verlängerung oder Penaltyschießen, N = Niederlagen

Erläuterungen: Aufsteiger in die Division IB, Absteiger in die Division IIB

#### Division-IIA-Siegermannschaft
| Division-IIA-Aufsteiger Niederlande | Rens Aberson, Cedrick Andree, Bartek Bison, Björn Borgman, Wesley de Bruijn, Frits Doop, Kilian van Gorp, Delaney Hessels, D’Artagnan Joly, Ruud Leeuwesteijn, Alexei Loginov, Noah Muller, Guus van Nes, Joey Oosterveld, Martijn Oosterwijk, Jay de Ruiter, Wouter Sars, Olaf Schöningh, Raymond van der Schuit, Tom Speel, Danny Stempher, Finn van de Wiel, Jordy Verkiel Trainer: Doug Mason |

### Gruppe B in Dunedin, Neuseeland
Das Turnier der Gruppe B wurde vom 27. April bis 3. Mai 2025 im neuseeländischen Dunedin ausgetragen. Die Spiele fanden im 1.850 Zuschauer fassenden Dunedin Ice Stadium statt. Insgesamt besuchten 5.745 Zuschauer die 15 Turnierspiele, was einem Schnitt von 383 pro Partie entspricht.
Zwei Jahre nach dem nachträglichen Abstieg als Tabellenzweiter aus der Gruppe A der Division II kehrte die georgische Auswahl ungeschlagen in selbige zurück. Lediglich gegen den späteren Vierten aus Bulgarien mussten die Georgier einen Verlustpunkt hinnehmen, nachdem sie einen zwischenzeitlichen 0:3-Rückstand aufgeholt hatten. Das letztlich entscheidende Duell gegen Vorjahresabsteiger Island gewann der Kaukasusstaat bereits am ersten Turniertag deutlich mit 4:0. Den dritten Platz belegte Gastgeber Neuseeland, während die beiden asiatischen Teilnehmer aus der Republik China (Taiwan) und Thailand die beiden letzten Plätze belegten. Ohne Punktgewinn stieg Thailand zurück in die Division III ab.
| 27. April 2025 13:00 Uhr (Ortszeit) | 27. April 2025 3:00 Uhr (MESZ) | Thailand K. Kindborn (17:21) T. Limpanyakul (18:26) N. Lampson (56:53) | 3:5 (2:1, 0:3, 1:1) Spielbericht | Bulgarien D. Dilkow (12:53) A. Stanimirow (37:37) E. Salejew (38:10) N. Tschaljow (38:30) T. Georgiew (58:48) | Ice Stadium, Dunedin Zuschauer: 170 |

| 27. April 2025 16:30 Uhr | 27. April 2025 6:30 Uhr | Georgien N. Bukija (4:37) N. Bukija (27:58) T. Bescharow (30:16) N. Bukija (32:44) | 4:0 (1:0, 3:0, 0:0) Spielbericht | Island | Ice Stadium, Dunedin Zuschauer: 350 |

| 27. April 2025 20:00 Uhr | 27. April 2025 10:00 Uhr | Neuseeland I. Dalmatau (18:14) J. Carey (24:44) C. McIntosh (59:25) | 3:1 (1:0, 1:1, 1:0) Spielbericht | Republik China (Taiwan) Wu Y.-h. (25:35) | Ice Stadium, Dunedin Zuschauer: 700 |

| 28. April 2025 13:00 Uhr | 28. April 2025 3:00 Uhr | Island J. Leifsson (8:18) U. Rúnarsson (18:05) H. Sigrúnarson (18:25) K. Jóhannesson (18:43) U. Blöndal (19:44) H. Sigrúnarson (25:55) V. Mojzyszek (55:07) U. Rúnarsson (59:29) | 8:4 (5:1, 1:3, 2:0) Spielbericht | Bulgarien I. Chodulow (19:16) E. Salejew (32:18) I. Chodulow (33:36) I. Chodulow (35:59) | Ice Stadium, Dunedin Zuschauer: 50 |

| 28. April 2025 16:30 Uhr | 28. April 2025 6:30 Uhr | Republik China (Taiwan) Lin Y.-k. (5:24) Wang P.-h. (23:31) Lin Y.-c. (29:27) Lin Y.-c. (34:04) Lin Y.-k. (36:49) Shen Y.-l. (51:46) Lin Y.-k. (59:45) | 7:3 (1:1, 4:2, 2:0) Spielbericht | Thailand K. Kindborn (16:12) K. Kindborn (33:51) J. Isaksson (34:33) | Ice Stadium, Dunedin Zuschauer: 100 |

| 28. April 2025 20:00 Uhr | 28. April 2025 10:00 Uhr | Neuseeland | 0:5 (0:2, 0:2, 0:1) Spielbericht | Georgien T. Bescharow (15:06) M. Nikischanin (18:49) D. Metljuk (28:36) T. Bescharow (29:27) D. Dawydow (57:55) | Ice Stadium, Dunedin Zuschauer: 650 |

| 30. April 2025 13:00 Uhr | 30. April 2025 3:00 Uhr | Island A. Kristjánsson (5:57) V. Hlynsson (43:30) | 2:1 (1:1, 0:0, 1:0) Spielbericht | Republik China (Taiwan) Peng M. (19:00) | Ice Stadium, Dunedin Zuschauer: 40 |

| 30. April 2025 16:30 Uhr | 30. April 2025 6:30 Uhr | Georgien I. Karelin (23:46) N. Bukija (24:06) K. Gawrilenko (25:03) M. Nikischanin (29:06) N. Bukija (33:15) M. Nikischanin (46:53) M. Nikischanin (48:55) B. Kotschkin (63:52) | 8:7 n. V. (0:2, 5:1, 2:4, 1:0) Spielbericht | Bulgarien I. Chodulow (5:52) T. Georgiew (9:13) E. Salejew (21:10) M. Wassilew (40:56) I. Chodulow (46:01) E. Salejew (52:23) M. Wassilew (56:49) | Ice Stadium, Dunedin Zuschauer: 70 |

| 30. April 2025 20:00 Uhr | 30. April 2025 10:00 Uhr | Neuseeland C. McIntosh (15:43) L. Frear (36:40) J. Carey (40:57) I. Audas (48:49) S. Amston (49:30) J. Orr (49:44) C. Eaden (50:45) | 7:1 (1:0, 1:1, 5:0) Spielbericht | Thailand J. Isaksson (34:56) | Ice Stadium, Dunedin Zuschauer: 800 |

| 2. Mai 2025 13:00 Uhr | 2. Mai 2025 3:00 Uhr | Republik China (Taiwan) Yang C.-h. (17:25) | 1:3 (1:2, 0:0, 0:1) Spielbericht | Georgien K. Gawrilenko (7:02) A. Romanow (13:00) M. Nikischanin (46:38) | Ice Stadium, Dunedin Zuschauer: 45 |

| 2. Mai 2025 16:30 Uhr | 2. Mai 2025 6:30 Uhr | Thailand N. Lampson (20:52) P. Forstner (30:15) K. Kindborn (44:01) | 3:6 (0:0, 2:3, 1:3) Spielbericht | Island V. Hlynsson (27:53) U. Rúnarsson (35:58) J. Leifsson (37:37) U. Rúnarsson (48:42) J. Leifsson (54:42) V. Hlynsson (59:18) | Ice Stadium, Dunedin Zuschauer: 120 |

| 2. Mai 2025 20:00 Uhr | 2. Mai 2025 10:00 Uhr | Bulgarien W. Dikow (17:51) M. Wassilew (27:27) | 2:3 (1:1, 1:1, 0:1) Spielbericht | Neuseeland C. McIntosh (18:40) A. Regan (24:33) J. Daigle (57:31) | Ice Stadium, Dunedin Zuschauer: 1.000 |

| 3. Mai 2025 13:00 Uhr | 3. Mai 2025 3:00 Uhr | Georgien K. Gawrilenko (4:25) A. Kosjulin (4:47) D. Metljuk (5:08) D. Dawydow (8:51) A. Kosjulin (9:56) T. Bescharow (20:57) M. Nikischanin (27:16) D. Dawydow (32:07) A. Kosjulin (36:43) D. Dawydow (39:31) T. Bescharow (41:47) D. Dawydow (49:27) A. Kireewi (55:11) I. Schartschow (55:39) B. Kotschkin (56:40) | 15:1 (5:0, 5:0, 5:1) Spielbericht | Thailand J. Isaksson (44:47) | Ice Stadium, Dunedin Zuschauer: 150 |

| 3. Mai 2025 16:30 Uhr | 3. Mai 2025 6:30 Uhr | Bulgarien E. Salejew (7:40) M. Wassilew (12:45) T. Georgiew (47:31) W. Dikow (59:36) I. Chodulow (60:52) | 5:4 n. V. (2:1, 0:0, 2:3, 1:0) Spielbericht | Republik China (Taiwan) Peng M. (15:59) Li Z.-w. (52:51) Lin Y.-k. (54:09) Lin Y.-k. (57:32) | Ice Stadium, Dunedin Zuschauer: 500 |

| 3. Mai 2025 20:00 Uhr | 3. Mai 2025 10:00 Uhr | Island U. Rúnarsson (3:50) J. Leifsson (4:26) H. Skúlason (8:05) H. Sverrisson (13:43) U. Rúnarsson (56:41) | 5:1 (4:0, 0:1, 1:0) Spielbericht | Neuseeland J. Carey (35:38) | Ice Stadium, Dunedin Zuschauer: 1.000 |

| Pl. |                         | Sp | S | OTS | OTN | N | Tore  | Punkte |
| --- | ----------------------- | -- | - | --- | --- | - | ----- | ------ |
| 1.  | Georgien                | 5  | 4 | 1   | 0   | 0 | 35:09 | 14     |
| 2.  | Island                  | 5  | 4 | 0   | 0   | 1 | 21:13 | 12     |
| 3.  | Neuseeland              | 5  | 3 | 0   | 0   | 2 | 14:14 | 9      |
| 4.  | Bulgarien               | 5  | 1 | 1   | 1   | 2 | 23:26 | 6      |
| 5.  | Republik China (Taiwan) | 5  | 1 | 0   | 1   | 3 | 14:16 | 4      |
| 6.  | Thailand                | 5  | 0 | 0   | 0   | 5 | 11:40 | 0      |

Abkürzungen: Pl. = Platz, Sp = Spiele, S = Siege, OTS = Siege nach Verlängerung (Overtime) oder Penaltyschießen, OTN = Niederlagen nach Verlängerung oder Penaltyschießen, N = Niederlagen

Erläuterungen: Aufsteiger in die Division IIA, Absteiger in die Division IIIA

#### Division-IIB-Siegermannschaft
| Division-IIB-Aufsteiger Georgien | Timur Bescharow, Nikita Bukija, Semjon Charisow, Micheil Dawitaschwili, Danil Dawydow, Witali Dumbadse, Michail Fofanow, Konstantin Gawrilenko, Dmitri Jermoschenko, Iwan Karelin, Nikolos Ketchekmadse, Aleksandre Kireewi, Artjom Kosjulin, Boris Kotschkin, Artjom Kurbatow, Daniil Metljuk, Sandro Mumladse, Makar Nikischanin, Oliver Obolgogiani, Andrei Romanow, Iwan Schartschow, Iwan Starostin Trainer: Alexander Wedernikow |

### Auf- und Abstieg
| Absteiger in die Division IIA:  | Kroatien    |
| Aufsteiger in die Division IB:  | Niederlande |
| Absteiger in die Division IIB:  | Israel      |
| Aufsteiger in die Division IIA: | Georgien    |
| Absteiger in die Division IIIA: | Thailand    |
| Aufsteiger in die Division IIB: | Kirgisistan |

## Division III

### Gruppe A in Istanbul, Türkei
Das Turnier der Gruppe A wurde vom 21. bis 27. April 2025 in der türkischen Metropole Istanbul ausgetragen. Die Spiele fanden im Zeytinburnu Buz Pateni Salonu („Eislaufhalle Zeytinburnu“) statt. Insgesamt besuchten 7.028 Zuschauer die 15 Turnierspiele, was einem Schnitt von 468 pro Partie entspricht.
Der kirgisischen Mannschaft gelang durch einen Sieg im abschließenden Turnierspiel gegen den Gastgeber und Vorjahresabsteiger Türkei der dritte Aufstieg binnen vier Jahren und die erstmalige Qualifikation für die Division II. Während die Türkei sich schlussendlich mit dem dritten Platz begnügen musste, gelang mit Turkmenistan einem weiteren Turkstaat, die den zweiten Rang belegten, die beste Platzierung ihrer WM-Geschichte. Auf den hinteren Plätzen sicherte sich Südafrika durch einen Punktgewinn am letzten Turniertag gegen Turkmenistan ebenso den Klassenerhalt wie Aufsteiger Bosnien und Herzegowina, der sein letztes Turnierspiel gegen das punktgleiche Luxemburg gewann. Aufgrund des verlorenen direkten Vergleichs stiegen die Luxemburger erstmals in die B-Gruppe der Division III ab.
| 21. April 2025 13:00 Uhr (Ortszeit) | Kirgisistan A. Kudaschew (3:59) W. Tonkich (12:32) W. Nossow (30:46) W. Tonkich (32:28) M. Seifulow (44:28) | 5:2 (2:1, 2:0, 1:1) Spielbericht | Südafrika U. Samaai (0:47) B. Morris (58:30) | Zeytinburnu Buz Pateni Salonu, Istanbul Zuschauer: 75 |

| 21. April 2025 16:30 Uhr | Bosnien und Herzegowina T. Krehić (13:39) | 1:3 (1:1, 0:0, 0:2) Spielbericht | Turkmenistan M. Annasaparow (4:37) K. Baylyýew (46:57) D. Hydyrow (49:51) | Zeytinburnu Buz Pateni Salonu, Istanbul Zuschauer: 55 |

| 21. April 2025 20:00 Uhr | Luxemburg C. Cannon (46:10) | 1:7 (0:4, 0:2, 1:1) Spielbericht | Türkei F. Bakal (3:46) O. Çolak (5:11) M. Karadağ (17:54) F. Faner (18:53) H. Kabay (23:43) M. Karadağ (32:16) E. Faner (48:15) | Zeytinburnu Buz Pateni Salonu, Istanbul Zuschauer: 1.453 |

| 22. April 2025 13:00 Uhr | Südafrika D. Kamish (17:44) S. Kluyts (23:13) L. Carelse (23:28) | 3:2 (1:0, 2:1, 0:1) Spielbericht | Bosnien und Herzegowina A. Mlivić (20:52) T. Mrkva (57:28) | Zeytinburnu Buz Pateni Salonu, Istanbul Zuschauer: 57 |

| 22. April 2025 16:30 Uhr | Kirgisistan M. Tschuwalow (28:58) J. Mirbekow (30:47) M. Seifulow (37:20) W. Nossow (52:33) I. Abdyrajew (53:33) I. Abdyrajew (55:24) | 6:0 (0:0, 3:0, 3:0) Spielbericht | Luxemburg | Zeytinburnu Buz Pateni Salonu, Istanbul Zuschauer: 150 |

| 22. April 2025 20:00 Uhr | Türkei F. Bakal (16:36) | 1:2 (1:1, 0:1, 0:0) Spielbericht | Turkmenistan K. Baylyýew (7:29) A. Wahowskiý (21:36) | Zeytinburnu Buz Pateni Salonu, Istanbul Zuschauer: 1.071 |

| 24. April 2025 13:00 Uhr | Luxemburg C. Mossong (9:28) C. Cannon (36:23) C. Mossong (55:53) | 3:8 (1:1, 1:0, 1:7) Spielbericht | Turkmenistan P. Barkowskiý (17:07) B. Baýmyradow (42:40) M. Ballyýew (47:12) B. Baýmyradow (47:37) P. Barkowskiý (48:07) M. Annasaparow (48:54) N. Gylyjow (54:17) P. Barkowskiý (58:00) | Zeytinburnu Buz Pateni Salonu, Istanbul Zuschauer: 55 |

| 24. April 2025 16:30 Uhr | Kirgisistan J. Issamatow (7:13) M. Seifulow (10:09) M. Seifulow (30:37) T. Schirokow (43:08) A. Sapitow (59:56) | 5:1 (2:0, 1:0, 2:1) Spielbericht | Bosnien und Herzegowina T. Krehić (52:01) | Zeytinburnu Buz Pateni Salonu, Istanbul Zuschauer: 63 |

| 24. April 2025 20:00 Uhr | Türkei F. Bakal (6:39) O. Uzunali (12:01) Ö. Karş (17:51) F. Faner (27:47) E. Savaş (28:03) E. Odabaş (37:40) E. İnandı (50:11) | 7:0 (3:0, 3:0, 1:0) Spielbericht | Südafrika | Zeytinburnu Buz Pateni Salonu, Istanbul Zuschauer: 750 |

| 25. April 2025 13:00 Uhr | Turkmenistan P. Barkowskiý (34:20) | 1:8 (0:4, 1:3, 0:1) Spielbericht | Kirgisistan I. Abdyrajew (6:18) W. Tonkich (7:57) J. Mirbekow (9:31) W. Nossow (14:45) M. Seifulow (20:53) A. Sapitow (32:43) M. Tschuwalow (38:02) J. Mirbekow (53:08) | Zeytinburnu Buz Pateni Salonu, Istanbul Zuschauer: 45 |

| 25. April 2025 16:30 Uhr | Südafrika U. Samaai (8:29) U. Samaai (45:56) | 2:4 (1:2, 0:1, 1:1) Spielbericht | Luxemburg C. Cannon (10:20) C. Mossong (17:43) A. Mykkänen (27:00) C. Cannon (59:41) | Zeytinburnu Buz Pateni Salonu, Istanbul Zuschauer: 60 |

| 25. April 2025 20:00 Uhr | Bosnien und Herzegowina N. Gaković (21:58) E. Mušović (43:12) | 2:3 (0:3, 1:0, 1:0) Spielbericht | Türkei F. Bakal (5:47) E. İnandı (8:54) B. Demirdelen (15:35) | Zeytinburnu Buz Pateni Salonu, Istanbul Zuschauer: 1.036 |

| 27. April 2025 13:00 Uhr | Luxemburg M. Mosr (4:53) C. Cannon (23:30) | 2:6 (1:2, 1:3, 0:1) Spielbericht | Bosnien und Herzegowina F. Ćapin (5:37) N. Gaković (11:39) A. Smajlović (22:28) F. Ćapin (23:56) T. Mrkva (28:26) A. Drnda (47:16) | Zeytinburnu Buz Pateni Salonu, Istanbul Zuschauer: 75 |

| 27. April 2025 16:30 Uhr | Turkmenistan B. Baýmyradow (0:31) B. Baýmyradow (13:07) A. Aganyýazow (43:12) P. Barkowskiý (43:33) A. Aganyýazow (59:59) K. Baylyýew (61:46) | 6:5 n. V. (2:4, 0:1, 3:0, 1:0) Spielbericht | Südafrika G. Bremner (5:35) L. Mlangeni (13:00) D. Kamish (13:30) D. van der Merwe (15:41) J.-M. van Doesburgh (29:35) | Zeytinburnu Buz Pateni Salonu, Istanbul Zuschauer: 145 |

| 27. April 2025 20:00 Uhr | Türkei F. Bakal (22:28) | 1:3 (0:1, 1:1, 0:1) Spielbericht | Kirgisistan S. Ismanow (2:09) M. Tschuwalow (26:32) M. Seifulow (44:01) | Zeytinburnu Buz Pateni Salonu, Istanbul Zuschauer: 1.938 |

| Pl. |                         | Sp | S | OTS | OTN | N | Tore  | Punkte |
| --- | ----------------------- | -- | - | --- | --- | - | ----- | ------ |
| 1.  | Kirgisistan             | 5  | 5 | 0   | 0   | 0 | 27:05 | 15     |
| 2.  | Turkmenistan            | 5  | 3 | 1   | 0   | 1 | 20:18 | 11     |
| 3.  | Türkei                  | 5  | 3 | 0   | 0   | 2 | 19:08 | 9      |
| 4.  | Südafrika               | 5  | 1 | 0   | 1   | 3 | 12:24 | 4      |
| 5.  | Bosnien und Herzegowina | 5  | 1 | 0   | 0   | 4 | 12:16 | 3      |
| 6.  | Luxemburg               | 5  | 1 | 0   | 0   | 4 | 10:29 | 3      |

Abkürzungen: Pl. = Platz, Sp = Spiele, S = Siege, OTS = Siege nach Verlängerung (Overtime) oder Penaltyschießen, OTN = Niederlagen nach Verlängerung oder Penaltyschießen, N = Niederlagen

Erläuterungen: Aufsteiger in die Division IIB, Absteiger in die Division IIIB

#### Division-IIIA-Siegermannschaft
| Division-IIIA-Aufsteiger Kirgisistan | Islambek Abdyrajew, Adil Bekmuratow, Sultan Ismanow, Jernasar Issamatow, Adis Katschkynbekow, Anton Kudaschew, Jegor Leschtschenko, Belek Maksatbekow, Jersultan Mirbekow, Wladimir Nossow, Alexander Petrow, Denis Popow, Abdumalik Sapitow, Mamed Seifulow, Timofei Schirokow, Kusma Terentijew, Alexander Titow, Wladimir Tonkich, Michail Tschuwalow, Artjom Wassiljew Trainer: Michail Tschekanow |

### Gruppe B in Santiago de Querétaro, Mexiko
Das Turnier der Gruppe B wurde vom 27. April bis 3. Mai 2025 im mexikanischen Santiago de Querétaro ausgetragen. Die Spiele fanden im etwa 750 Zuschauer fassenden Lakeside Ice Park statt. Insgesamt besuchten 3.561 Zuschauer die 15 Turnierspiele, was einem Schnitt von 237 pro Partie entspricht.
Nach zuletzt zwei Abstiegen in Serie beginnend in der Division II gelang der gastgebenden Mannschaft aus Mexiko der Wiederaufstieg in die A-Gruppe der Division III. Der einzige nicht-asiatische Teilnehmer der Gruppe hielt sich dabei in seinrn fünf Turnierspielen schadlos und gewann die entscheidende Partie gegen Nordkorea, das bis um Schlusstag ebenfalls noch unbesiegt war, deutlich mit 9:2. Hinter den beiden Mannschaften platzierte sich Vojahresaufsteiger Mongolei auf dem vierten Rang, knapp hinter Hongkong. Mit Singapur, das bei fünf Niederlagen ein Torverhältnis von 4:61 aufwies, stieg somit der dritte von damals vier Aufsteigern aus dem Jahr 2022 wieder in die Division IV ab.
| 27. April 2025 13:00 Uhr (Ortszeit) | 27. April 2025 21:00 Uhr (MESZ) | Mongolei | 13:7 (6:3, 4:3, 3:1) Spielbericht | Philippinen | Lakeside Ice Park, Santiago de Querétaro Zuschauer: 104 |

| 27. April 2025 16:30 Uhr | 28. April 2025 0:30 Uhr | Nordkorea | 14:1 (5:0, 6:1, 3:0) Spielbericht | Singapur | Lakeside Ice Park, Santiago de Querétaro Zuschauer: 92 |

| 27. April 2025 20:30 Uhr | 28. April 2025 4:30 Uhr | Hongkong | 2:5 (1:2, 0:1, 1:2) Spielbericht | Mexiko | Lakeside Ice Park, Santiago de Querétaro Zuschauer: 513 |

| 28. April 2025 13:00 Uhr | 28. April 2025 21:00 Uhr | Singapur | 1:11 (0:1, 0:4, 1:6) Spielbericht | Mongolei | Lakeside Ice Park, Santiago de Querétaro Zuschauer: 57 |

| 28. April 2025 16:30 Uhr | 29. April 2025 0:30 Uhr | Nordkorea | 9:5 (3:2, 1:2, 5:1) Spielbericht | Hongkong | Lakeside Ice Park, Santiago de Querétaro Zuschauer: 63 |

| 28. April 2025 20:30 Uhr | 29. April 2025 4:30 Uhr | Mexiko | 9:1 (4:1, 3:0, 2:0) Spielbericht | Philippinen | Lakeside Ice Park, Santiago de Querétaro Zuschauer: 270 |

| 30. April 2025 13:00 Uhr | 30. April 2025 21:00 Uhr | Nordkorea | 7:3 (3:2, 3:0, 1:1) Spielbericht | Mongolei | Lakeside Ice Park, Santiago de Querétaro Zuschauer: 48 |

| 30. April 2025 16:30 Uhr | 1. Mai 2025 0:30 Uhr | Hongkong | 17:2 (6:1, 7:0, 4:1) Spielbericht | Philippinen | Lakeside Ice Park, Santiago de Querétaro Zuschauer: 94 |

| 30. April 2025 20:30 Uhr | 1. Mai 2025 4:30 Uhr | Mexiko | 18:1 (7:0, 6:0, 5:1) Spielbericht | Singapur | Lakeside Ice Park, Santiago de Querétaro Zuschauer: 523 |

| 2. Mai 2025 13:00 Uhr | 2. Mai 2025 21:00 Uhr | Singapur | 0:11 (0:3, 0:4, 0:4) Spielbericht | Hongkong | Lakeside Ice Park, Santiago de Querétaro Zuschauer: 83 |

| 2. Mai 2025 16:30 Uhr | 3. Mai 2025 0:30 Uhr | Philippinen | 5:6 n. V. (1:1, 2:3, 2:1, 0:1) Spielbericht | Nordkorea | Lakeside Ice Park, Santiago de Querétaro Zuschauer: 95 |

| 2. Mai 2025 20:30 Uhr | 3. Mai 2025 4:30 Uhr | Mongolei | 6:7 (0:1, 2:3, 4:3) Spielbericht | Mexiko | Lakeside Ice Park, Santiago de Querétaro Zuschauer: 604 |

| 3. Mai 2025 13:00 Uhr | 3. Mai 2025 21:00 Uhr | Philippinen | 7:1 (1:0, 1:0, 5:1) Spielbericht | Singapur | Lakeside Ice Park, Santiago de Querétaro Zuschauer: 94 |

| 3. Mai 2025 16:30 Uhr | 4. Mai 2025 0:30 Uhr | Hongkong | 7:3 (4:2, 0:1, 3:0) Spielbericht | Mongolei | Lakeside Ice Park, Santiago de Querétaro Zuschauer: 157 |

| 3. Mai 2025 20:30 Uhr | 4. Mai 2025 4:30 Uhr | Mexiko | 9:2 (3:0, 1:1, 5:1) Spielbericht | Nordkorea | Lakeside Ice Park, Santiago de Querétaro Zuschauer: 764 |

| Pl. |             | Sp | S | OTS | OTN | N | Tore  | Punkte |
| 1.  | Mexiko      | 5  | 5 | 0   | 0   | 0 | 48:12 | 15     |
| 2.  | Nordkorea   | 5  | 3 | 1   | 0   | 1 | 38:23 | 11     |
| 3.  | Hongkong    | 5  | 3 | 0   | 0   | 2 | 42:19 | 9      |
| 4.  | Mongolei    | 5  | 2 | 0   | 0   | 3 | 36:29 | 6      |
| 5.  | Philippinen | 5  | 1 | 0   | 1   | 3 | 22:46 | 4      |
| 6.  | Singapur    | 5  | 0 | 0   | 0   | 5 | 04:61 | 0      |

Abkürzungen: Pl. = Platz, Sp = Spiele, S = Siege, OTS = Siege nach Verlängerung (Overtime) oder Penaltyschießen, OTN = Niederlagen nach Verlängerung oder Penaltyschießen, N = Niederlagen

Erläuterungen: Aufsteiger in die Division IIIA, Absteiger in die Division IV

#### Division-IIIB-Siegermannschaft
| Division-IIIB-Aufsteiger Mexiko | Alfonso de Alba, Marcello de Antunano, Alejandro Apud, Said Ayala, Daniel Cuellar, René Díaz, Gonzalo Hagerman, Héctor Majul, Brandon Méndez, Alejandro Oliver, Tomas Payro, Daniel Ripstein, Diego Rodríguez, Jack Rullan, Enrique Samperio, Ignacio Soto Borja, Alonso Tapia, Fernando Ugarte, Daniel Valencia, Eduardo Valencia, Luis Valencia Trainer: Diego de la Garma |

### Auf- und Abstieg
| Absteiger in die Division IIIA:  | Thailand    |
| Aufsteiger in die Division IIB:  | Kirgisistan |
| Absteiger in die Division IIIB:  | Luxemburg   |
| Aufsteiger in die Division IIIA: | Mexiko      |
| Absteiger in die Division IV:    | Singapur    |
| Aufsteiger in die Division IIIB: | Usbekistan  |

## Division IV
Das zum vierten Mal durchgeführte Turnier der Division IV wurde vom 13. bis 19. April 2025 in der armenischen Landeshauptstadt Jerewan ausgetragen. Die Spiele fanden im Sport- und Konzertkomplex Karen Demirtschjan mit 8.000 Plätzen statt. Insgesamt besuchten 3.391 Zuschauer die 15 Turnierspiele, was einem Schnitt von 226 Besuchern pro Spiel entspricht.
Bei ihrer ersten Teilnahme an einer Weltmeisterschaft sicherte sich die usbekische Mannschaft den Aufstieg in die Gruppe B der Division III. Dabei profitierten sie trotz einer Niederlage gegen das gastgebende Armenien von deren Niederlage gegen Kuwait. Für Armenien war es die erste Teilnahme nach der zwischenzeitlichen Suspendierung im Anschluss an die Weltmeisterschaft 2010. Die drei Mannschaften trennten im Endklassement nach fünf Spieltagen lediglich zwei Punkte, während die drei restlichen Teams – darunter Vorjahresabsteiger Iran – dahinter abgeschlagen die weiteren Plätze belegten.
| 13. April 2025 14:00 Uhr (Ortszeit) | Indonesien | 2:1 (1:0, 0:1, 1:0) Spielbericht | Iran | SKK Karen Demirtschjan, Jerewan Zuschauer: 211 |

| 13. April 2025 17:00 Uhr | Kuwait | 3:13 (0:4, 2:5, 1:4) Spielbericht | Usbekistan | SKK Karen Demirtschjan, Jerewan Zuschauer: 233 |

| 13. April 2025 20:00 Uhr | Armenien | 24:3 (9:1, 4:1, 11:1) Spielbericht | Malaysia | SKK Karen Demirtschjan, Jerewan Zuschauer: 462 |

| 14. April 2025 14:00 Uhr | Kuwait | 15:6 (2:1, 8:2, 5:3) Spielbericht | Indonesien | SKK Karen Demirtschjan, Jerewan Zuschauer: 32 |

| 14. April 2025 17:00 Uhr | Iran | 5:1 (3:0, 0:1, 2:0) Spielbericht | Malaysia | SKK Karen Demirtschjan, Jerewan Zuschauer: 128 |

| 14. April 2025 20:00 Uhr | Usbekistan | 2:3 n. P. (0:0, 2:2, 0:0, 0:0, 0:1) Spielbericht | Armenien | SKK Karen Demirtschjan, Jerewan Zuschauer: 489 |

| 16. April 2025 14:00 Uhr | Iran | 0:20 (0:7, 0:6, 0:7) Spielbericht | Usbekistan | SKK Karen Demirtschjan, Jerewan Zuschauer: 56 |

| 16. April 2025 17:00 Uhr | Indonesien | 7:4 (2:0, 2:3, 3:1) Spielbericht | Malaysia | SKK Karen Demirtschjan, Jerewan Zuschauer: 73 |

| 16. April 2025 20:00 Uhr | Kuwait | 5:4 n. V. (2:0, 2:2, 0:2, 1:0) Spielbericht | Armenien | SKK Karen Demirtschjan, Jerewan Zuschauer: 512 |

| 17. April 2025 14:00 Uhr | Usbekistan | 26:1 (9:1, 10:0, 7:0) Spielbericht | Indonesien | SKK Karen Demirtschjan, Jerewan Zuschauer: 88 |

| 17. April 2025 17:00 Uhr | Malaysia | 9:22 (2:5, 3:7, 4:10) Spielbericht | Kuwait | SKK Karen Demirtschjan, Jerewan Zuschauer: 68 |

| 17. April 2025 20:00 Uhr | Armenien | 8:0 (3:0, 3:0, 2:0) Spielbericht | Iran | SKK Karen Demirtschjan, Jerewan Zuschauer: 456 |

| 19. April 2025 14:00 Uhr | Malaysia | 3:18 (2:11, 1:2, 0:5) Spielbericht | Usbekistan | SKK Karen Demirtschjan, Jerewan Zuschauer: 38 |

| 19. April 2025 17:00 Uhr | Indonesien | 1:14 (0:8, 0:2, 1:4) Spielbericht | Armenien | SKK Karen Demirtschjan, Jerewan Zuschauer: 476 |

| 19. April 2025 20:00 Uhr | Iran | 0:11 (0:2, 0:5, 0:4) Spielbericht | Kuwait | SKK Karen Demirtschjan, Jerewan Zuschauer: 69 |

| Pl. |            | Sp | S | OTS | OTN | N | Tore  | Punkte |
| --- | ---------- | -- | - | --- | --- | - | ----- | ------ |
| 1.  | Usbekistan | 5  | 4 | 0   | 1   | 0 | 79:10 | 13     |
| 2.  | Armenien   | 5  | 3 | 1   | 1   | 0 | 53:11 | 12     |
| 3.  | Kuwait     | 5  | 3 | 1   | 0   | 1 | 56:32 | 11     |
| 4.  | Indonesien | 5  | 2 | 0   | 0   | 3 | 17:60 | 6      |
| 5.  | Iran       | 5  | 1 | 0   | 0   | 4 | 06:42 | 3      |
| 6.  | Malaysia   | 5  | 0 | 0   | 0   | 5 | 20:76 | 0      |

Abkürzungen: Pl. = Platz, Sp = Spiele, S = Siege, OTS = Siege nach Verlängerung (Overtime) oder Penaltyschießen, OTN = Niederlagen nach Verlängerung oder Penaltyschießen, N = Niederlagen

Erläuterungen: Aufsteiger in die Division IIIB

### Division-IV-Siegermannschaft
| Division-IV-Aufsteiger Usbekistan | Alexander An, Salokhiddin Azimov, Timur Bagautdinov, Albert Dadakhodjaev, Jegor Dorofejew, Artjom Golubowitsch, Rustam Irgashev, Timur Khabibov, Daniel Kogan, Wadim Krawtschenko, Artjom Malzew, Daniel Muratov, Abdulsamad Nasirov, Illja Nasarewytsch, Loren Petrosyan, Ilya Popov, Khusan Rakhimov, Javokhir Rasulov, Jasurbek Rustamkhonov, Wassili Schilow, Pawel Sinjawski Trainer: Normunds Sējējs |

### Auf- und Abstieg
| Absteiger in die Division IV:    | Singapur   |
| Aufsteiger in die Division IIIB: | Usbekistan |